# Hoàng cung Tokyo
Hoàng cung Tokyo (皇居 (Hoàng Cư) Kōkyo, nghĩa đen là "nơi Thiên hoàng ở") là nơi cư trú chính của Thiên hoàng Nhật Bản. Khuôn viên Hoàng cung rộng lớn như một công viên, nằm trong khu Chiyoda của Tokyo, gần ga Tokyo và có nhiều tòa nhà bao gồm cả cung điện chính (宫殿; Kyūden; Cung Điện), nhà riêng của gia đình hoàng gia, một kho lưu trữ, bảo tàng và các cơ quan hành chính.

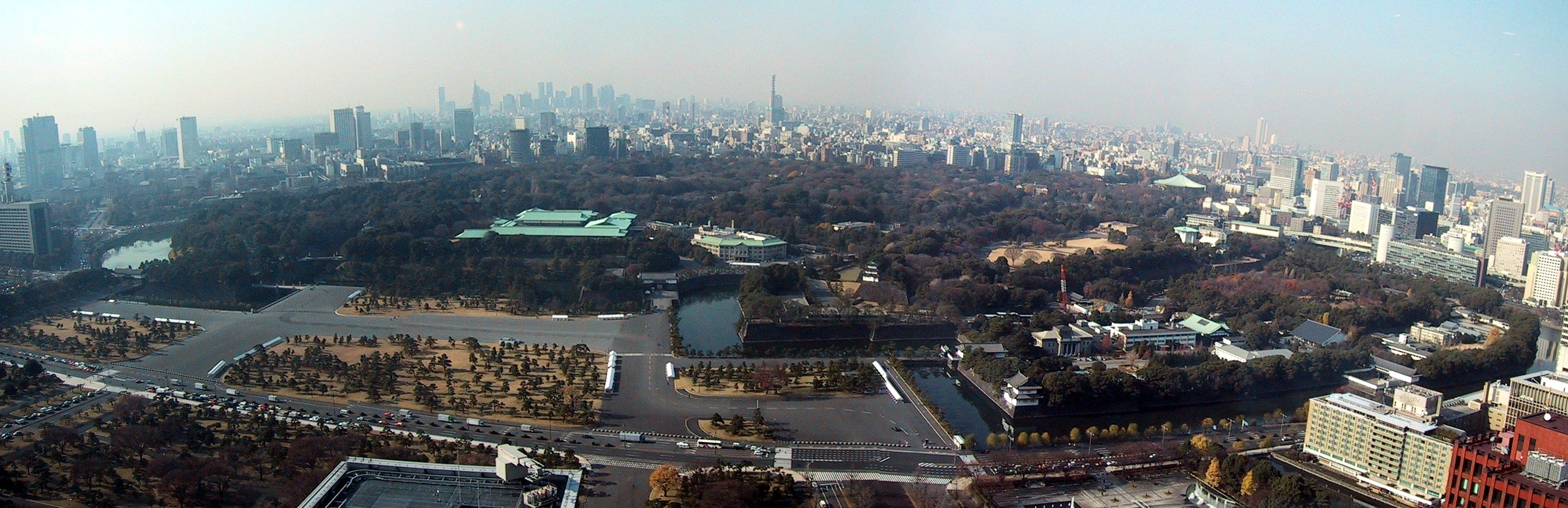
Toàn cảnh Hoàng cung ở Tokyo

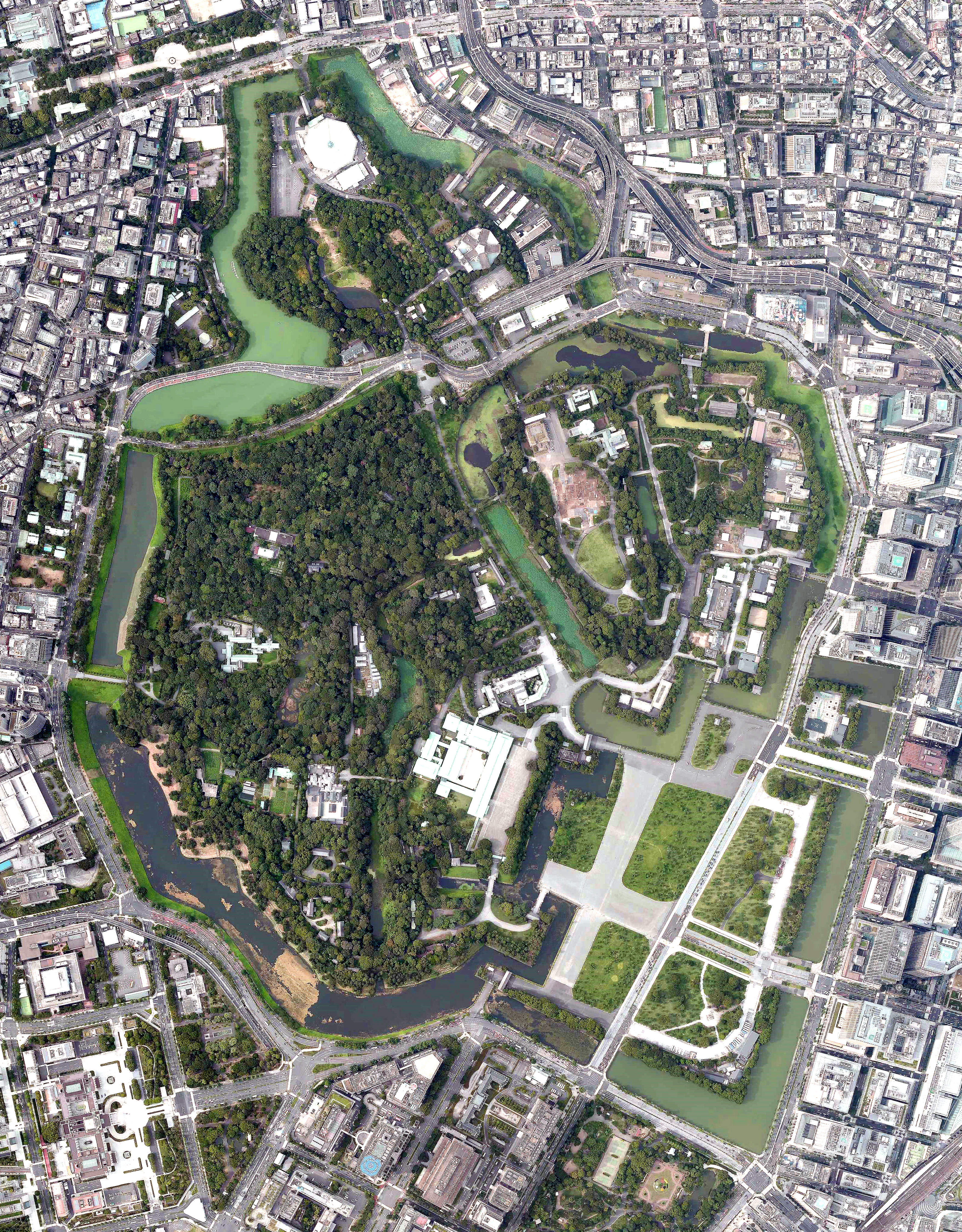
Ảnh chụp từ trên cao của Hoàng cung Nhật Bản năm 2019

Hoàng cung được xây dựng trên vị trí thành Edo cũ, tổng diện tích bao gồm các khu vườn là 1,15 km². Trong thời kỳ đỉnh cao của bong bóng bất động sản Nhật Bản những năm 1980, khuôn viên cung điện được một số người coi trọng hơn giá trị của tất cả các bất động sản ở bang California, Mỹ.

## Lịch sử

### Thành Edo (Lâu đài Edo)
Sau sự kiện đầu hàng của Mạc phủ Tokugawa và sự kiện Minh Trị Duy tân, những người cư trú ở thành Edo, bao gồm cả Tướng quân Tokugawa Yoshinobu đã được yêu cầu dọn ra khỏi các cung điện. Rời khỏi Hoàng cung Kyoto vào ngày 26 tháng 11 năm 1868, Thiên hoàng Minh Trị đến lâu đài Edo và đổi tên thành lâu đài Tōkei (東京城Tōkei-jō Đông Kinh thành). Vào thời điểm này, Tokyo cũng được gọi là Tōkei. Sau đó, ông quay về kinh đô Kyoto và trở lại Tōkei vào ngày 9 tháng 5 năm 1869; lúc này, lâu đài Tōkei có tên chính thức là Hoàng thành (皇城Kōjō).
Các vụ hỏa hoạn trước đây đã phá hủy khu vực Bản Hoàn (本丸; Honmaru), nơi có toà vọng lâu cũ (chính nó cũng đã một lần bị đốt cháy trong vụ đại hỏa Meireki năm 1651). Vào đêm ngày 5 tháng 5 năm 1873, một ngọn lửa đã thiêu rụi cung điện Nishinomaru (西の丸; Tây Chi Hoàn), trước đây vốn là nơi ở của shōgun và một toà lâu đài mới được xây dựng lại năm 1888 gọi là Cung Thành (宮城Kyū-jō).
Tổ chức phi lợi nhuận nhằm phục hồi thành Edo (江戸城再建を目指す会; Edo-jō Saiken wo Mezasu Kai) được thành lập năm 2004 với mục đích tái thiết chính xác về mặt lịch sử đối với toà tháp chính của thành Edo cũ. Vào tháng 3 năm 2013, Naotaka Kotake - người đứng đầu hội đã phát biểu rằng "thủ đô cần một tòa nhà mang tính biểu tượng", và hội này đã lên kế hoạch huy động nguồn vốn và thu thập chữ ký trong bản kiến nghị ủng hộ xây dựng lại tòa tháp. Một kế hoạch tái thiết kế đã được thực hiện dựa trên các tài liệu cũ. Cơ quan nội chính Hoàng gia Nhật Bản vào thời điểm đó đã không cho biết liệu họ có nên hỗ trợ dự án này hay không.

### Cung điện cũ

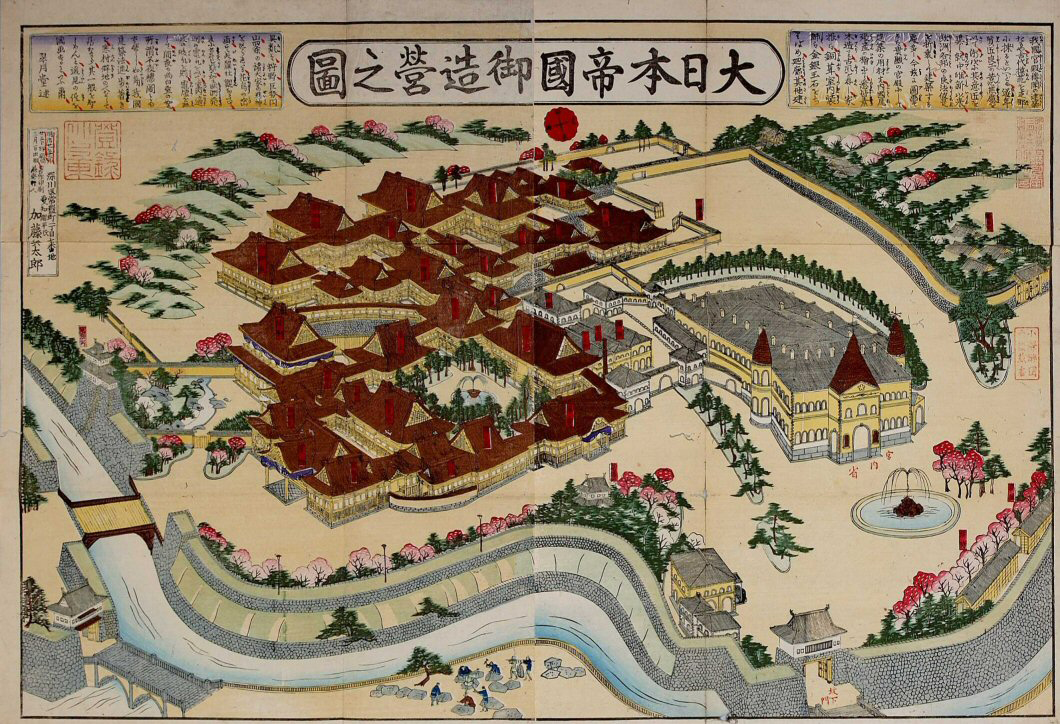
Cung Điện (宮殿, Kyūden) ngay sau khi hoàn thành vào cuối những năm 1800

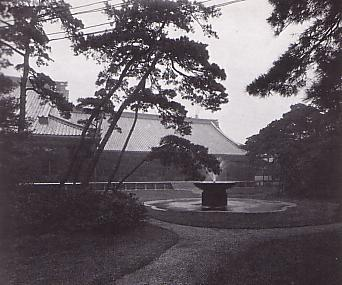
Các cấu trúc cung điện thời Minh Trị bị phá hủy trong Thế chiến II

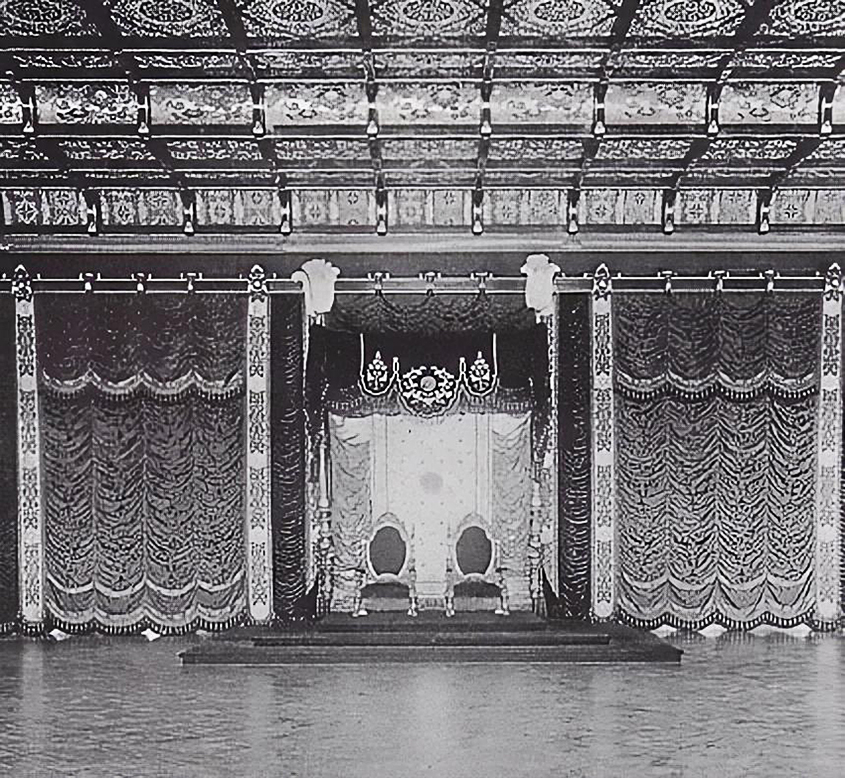
Tòa ngai vàng của cung điện thời Minh Trị, bị phá hủy trong Thế chiến II

Vào thời Minh Trị, hầu hết các cấu trúc cũ từ lâu đài Edo biến mất. Một số đã bị dỡ bỏ để nhường chỗ cho các tòa nhà khác, trong khi số khác bị phá hủy bởi động đất và hoả hoạn. Ví dụ, đôi cầu gỗ Nijūbashi (二重橋 (Nhị Trọng Kiều)) trên con hào được thay thế bằng hai cây cầu bằng đá và sắt. Các tòa nhà của Cung điện Hoàng gia được xây dựng từ thời Minh Trị được xây dựng bằng gỗ. Người ta sử dụng thiết kế theo kiểu kiến trúc truyền thống của Nhật Bản trong khi nội thất là một hỗn hợp pha trộn các yếu tố của cả Nhật Bản và châu Âu thời bấy giờ. Trần của các phòng lớn được xây dựng với những đặc trưng kiến trúc Nhật Bản. Tuy nhiên chúng lại sử dụng ghế kiểu phương Tây, bàn và rèm cửa nặng nề cho không gian bên trong. Sàn của các phòng công cộng có sàn gỗ hoặc thảm trong khi không gian dân cư sử dụng chiếu truyền thống tatami.
Hội trường chính là phần trung tâm của cung điện. Đó là tòa nhà lớn nhất trong khu. Khách mời được tham dự trong các sự kiện công cộng. Không gian sàn rộng hơn 223 tsubo, khoảng 737,25m². Về nội thất, trần nhà được thiết kế theo phong cách truyền thống Nhật Bản trong khi sàn nhà được lát gỗ. Mái nhà được tạo kiểu tương tự như Hoàng cung Kyoto, nhưng được phủ bằng các tấm đồng để chống cháy thay vì các tấm bách kiểu Nhật Bản.
Vào cuối thời Đại Chính (Taishō) và đầu thời Chiêu Hoà (Shōwa), nhiều tòa nhà bê tông đã được thêm vào, chẳng hạn như trụ sở của cơ quan nội chính Hoàng gia Nhật Bản và Hội đồng Cơ mật. Các cấu trúc này chỉ còn tồn tại vài nét đặc trưng kiểu Nhật Bản.
Từ năm 1888 đến 1948, khu vực Hoàng cung được gọi là Cung Thành. Vào đêm 25 tháng 5 năm 1945, hầu hết các công trình kiến trúc của Cung điện Hoàng gia đã bị phá hủy trong cuộc đột kích bằng hỏa lực của quân Đồng minh vào Tokyo. Theo phi công máy bay ném bom Richard Lineberger của Hoa Kỳ, Cung điện Thiên hoàng là mục tiêu của nhiệm vụ đặc biệt của họ vào ngày 29 tháng 7 năm 1945 và nơi này bị trúng hơn 9 tấn bom. Vào tháng 8 năm 1945, trong những ngày kết thúc Thế chiến II, Thiên hoàng Chiêu Hoà đã gặp Hội đồng Cơ mật của mình và đưa ra quyết định đầu hàng quân Đồng Minh tại một nơi trú ẩn không kích dưới lòng đất trong khuôn viên cung điện Ngự Văn Khố Phụ Chúc Thất (御文庫附属室 Obunko Fuzokushitsu).
Do bị phá hủy với quy mô lớn các cung điện dưới thời Minh Trị, một hội trường cung điện chính (宮殿 Kyūden) và nhà ở được xây dựng ở phía tây trong những năm 1960. Hoàng cung được đổi tên thành Hoàng Cư (皇居 Kōkyo) vào năm 1948, trong khi phần phía đông được đổi tên thành Đông Ngự Uyển (東御苑 Higashi-Gyoen) và trở thành một công viên công cộng vào năm 1968.
Hình ảnh bên trong cung điện cũ thời Minh Trị đã bị phá hủy trong Thế chiến II

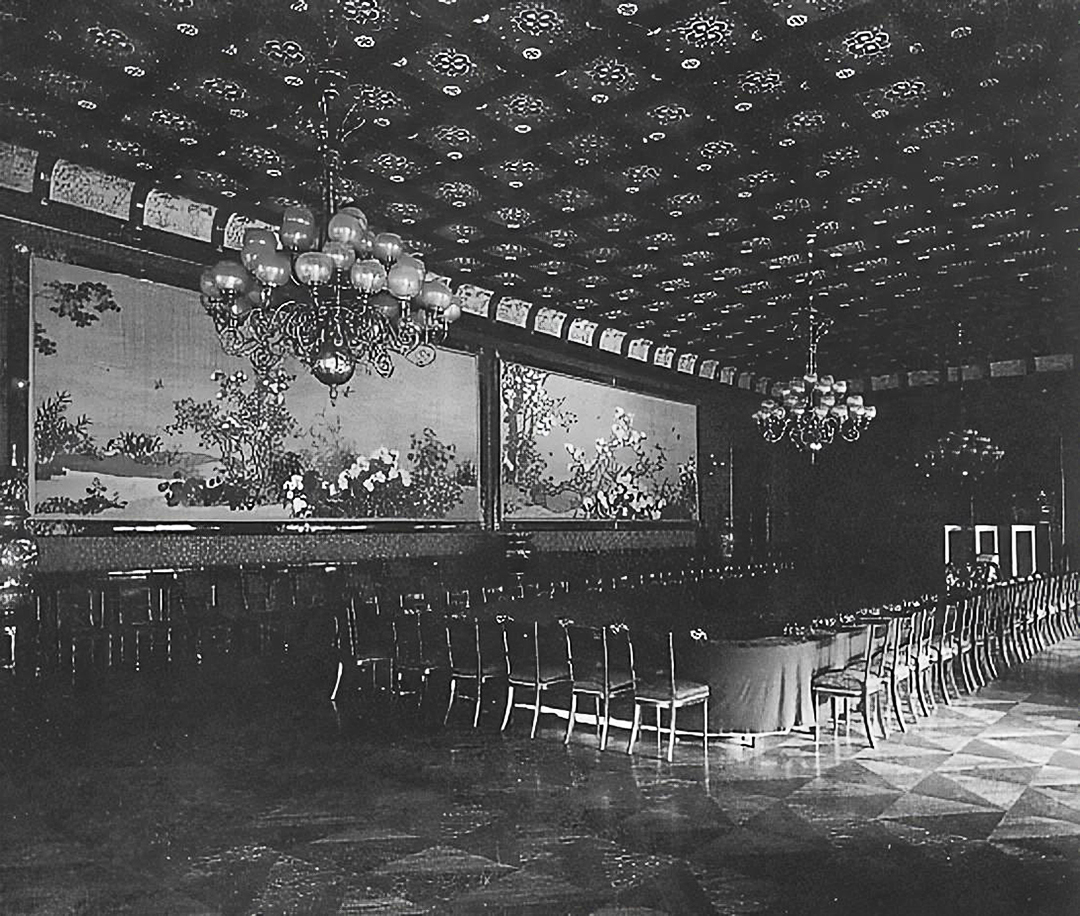
Higashidamari-no-Ma
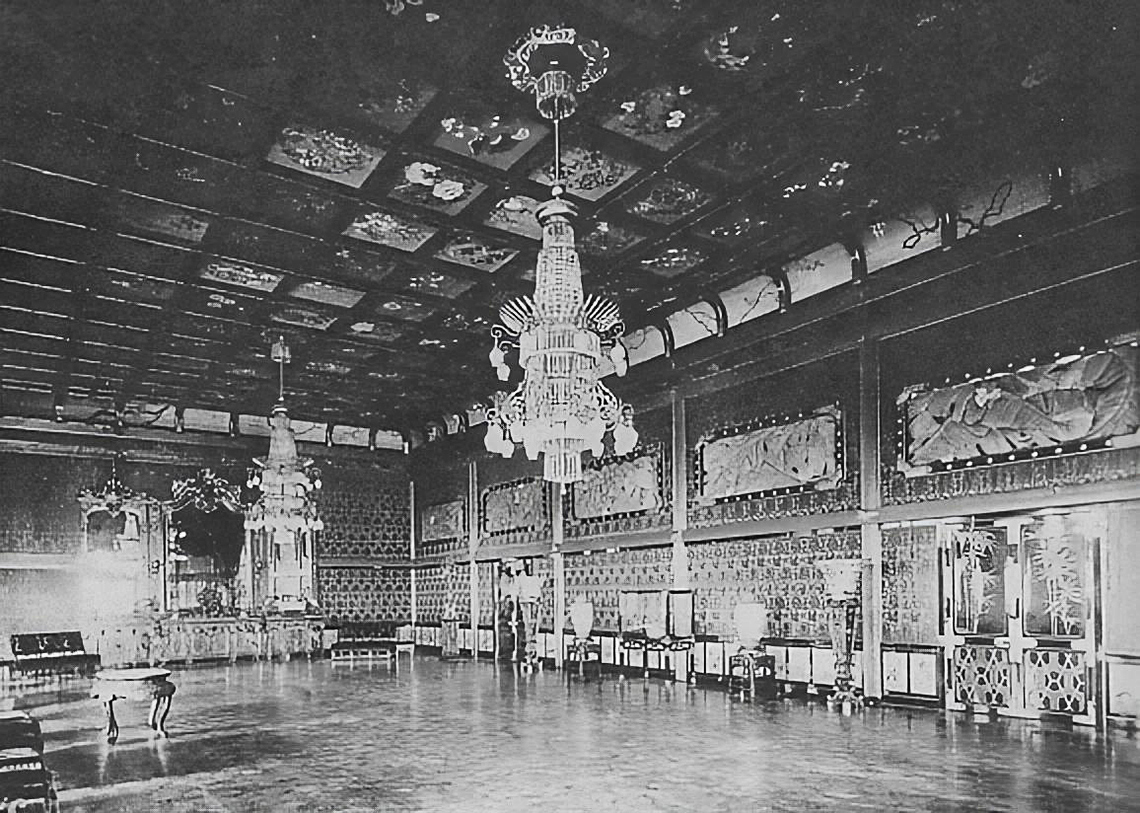
Chigusa-no-Ma
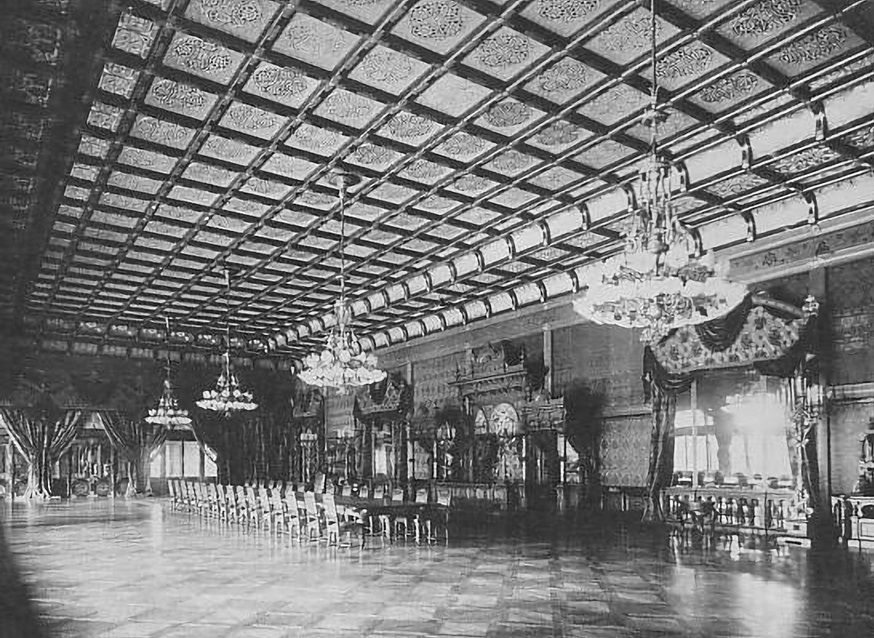
Hōmei-Den
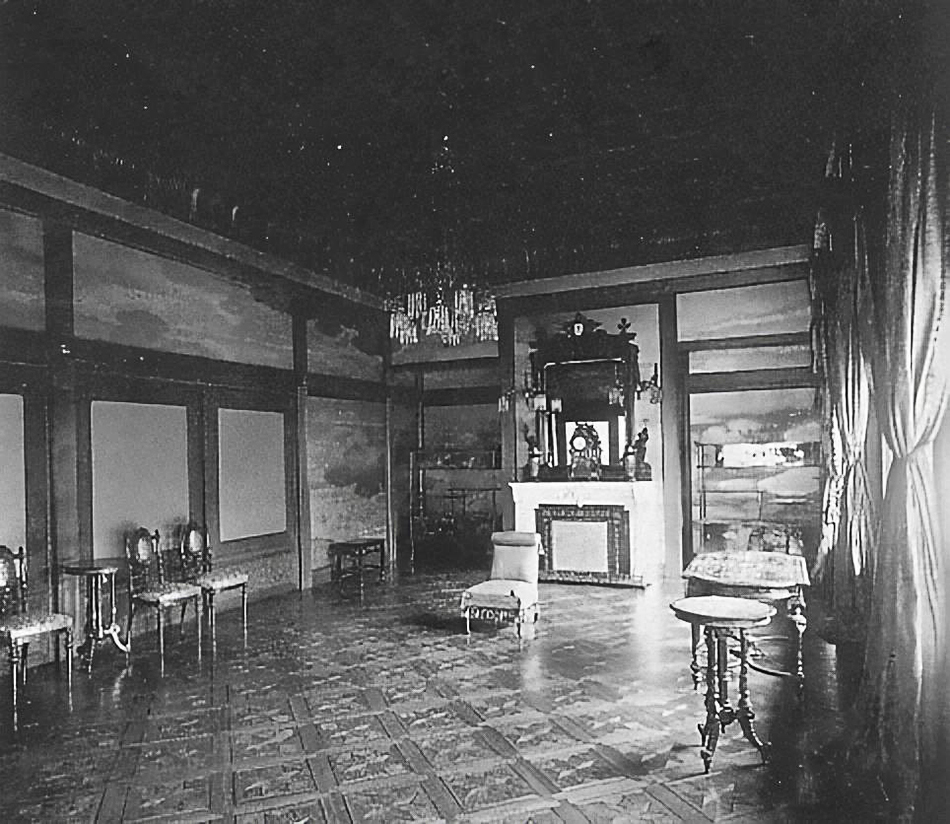
Kiri-no-Ma
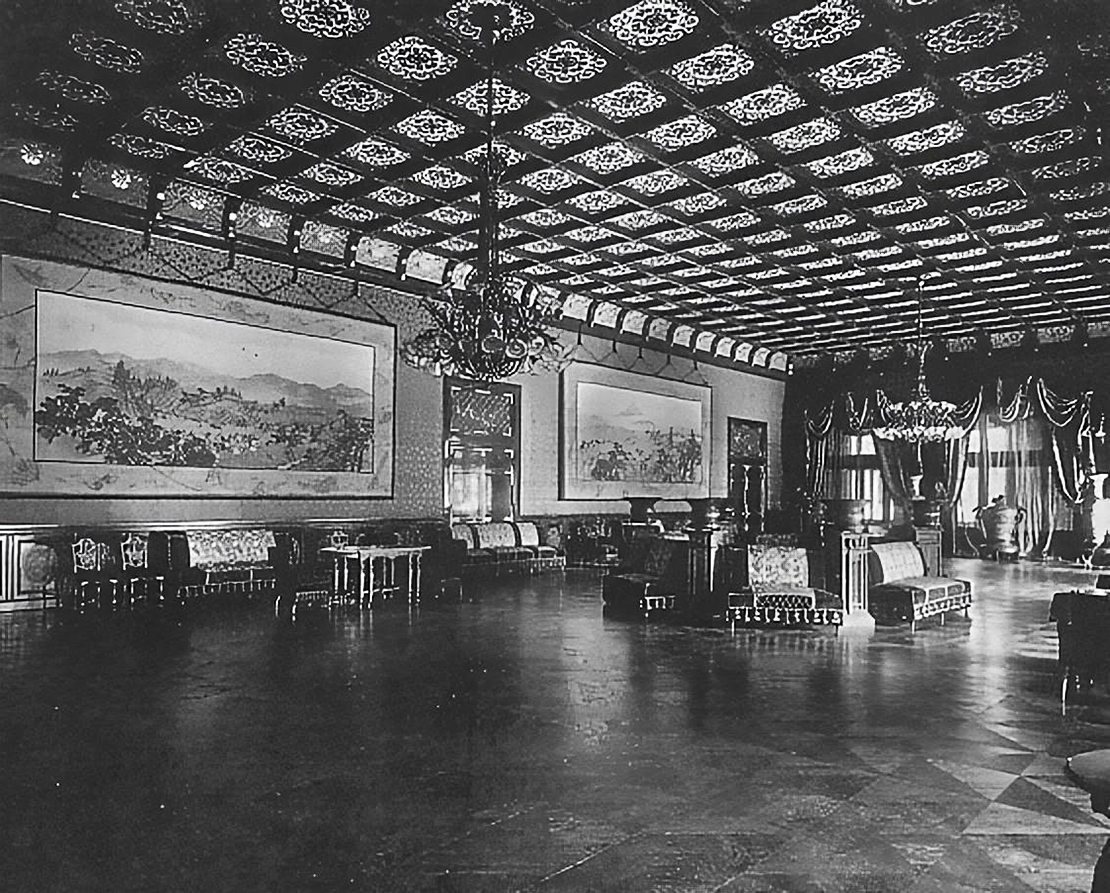
Nishidamari-no-Ma

### Cung điện hiện tại

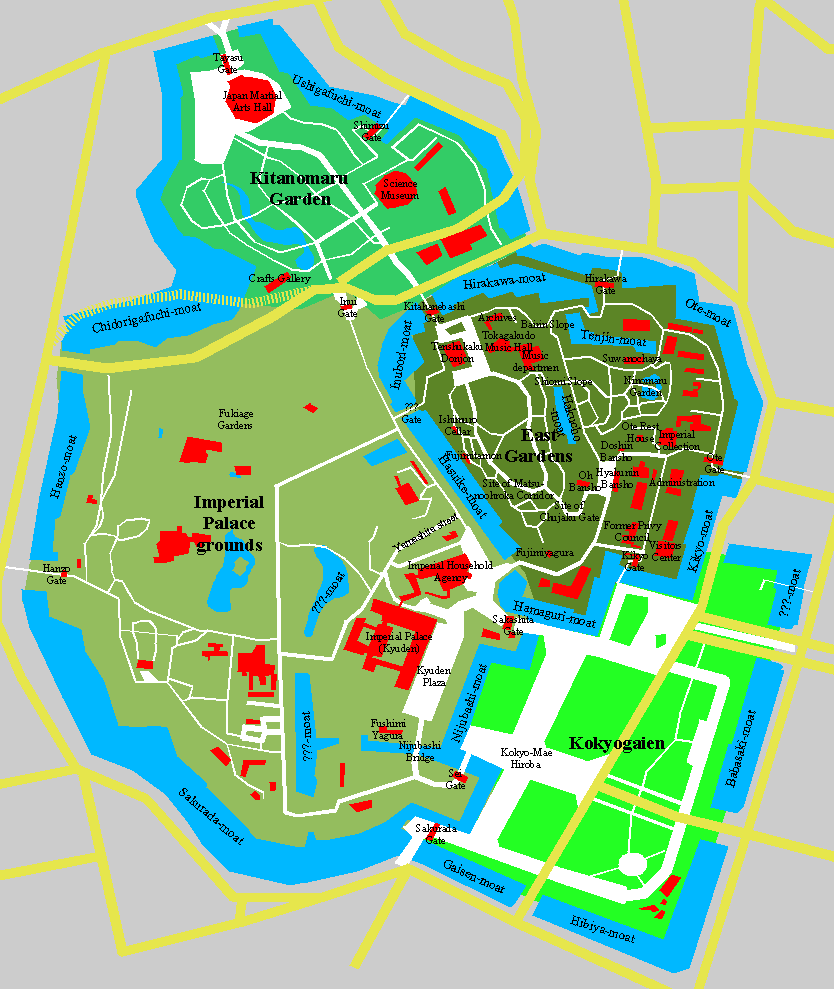
Bản đồ Cung điện Hoàng gia và những khu vườn xung quanh

Cung điện Hoàng gia hiện tại bao gồm các phần đắp lại của Lâu đài Edo trước đây. Cung điện hiện đại Kyūden (宮殿) được thiết kế cho các chức năng và chiêu đãi khác nhau của triều đình nằm trong khu vực Nishinomaru cũ của khuôn viên cung điện. Ở quy mô khiêm tốn hơn nhiều, nơi ở của Nhật hoàng và Hoàng hậu hiện tại nằm trong vườn Fukiage. Được thiết kế bởi kiến trúc sư Nhật Bản Shōzō Uchii, nơi ở được hoàn thành vào năm 1993.
Ngoại trừ Cơ quan nội chính Hoàng gia và Vườn Đông, cung điện thường đóng cửa, ngoại trừ các tour du lịch có hướng dẫn dành riêng từ thứ Ba đến thứ Bảy. Mỗi năm mới (2 tháng 1) và sinh nhật Nhật hoàng, công chúng được phép đi qua Nakamon (cổng bên trong) nơi họ tập trung tại Kyuden Totei Plaza trước Hội trường Chowaden. Hoàng gia xuất hiện trên ban công trước đám đông và Nhật hoàng thường đưa ra một lời chào ngắn và cảm ơn các vị khách và chúc họ sức khỏe và phước lành.
Hàng năm, một đại hội thơ có tên Utakai Hajime được tổ chức tại cung điện vào ngày 1 tháng 1.
Các khu cũ như Honmaru, Ninomaru và Sannomaru hiện nằm trong Vườn Đông, một khu vực có lối đi công cộng gồm các tòa nhà hành chính và công cộng khác.
Công viên Kitanomaru nằm ở phía bắc và là hào thành phía bắc cũ của lâu đài Edo. Đây là một công viên công cộng và là địa điểm của Nippon Budokan. Ở phía nam là những khu vườn bên ngoài của Cung điện Hoàng gia (Kōkyo-gaien), cũng là một công viên công cộng.

## Khu nhà

### Kyūden
Hoàng cung (宮殿 Kyūden) và trụ sở của Cơ quan Hoàng gia được đặt tại Nishinomaru (Thành cổ phía Tây) của lâu đài Edo.

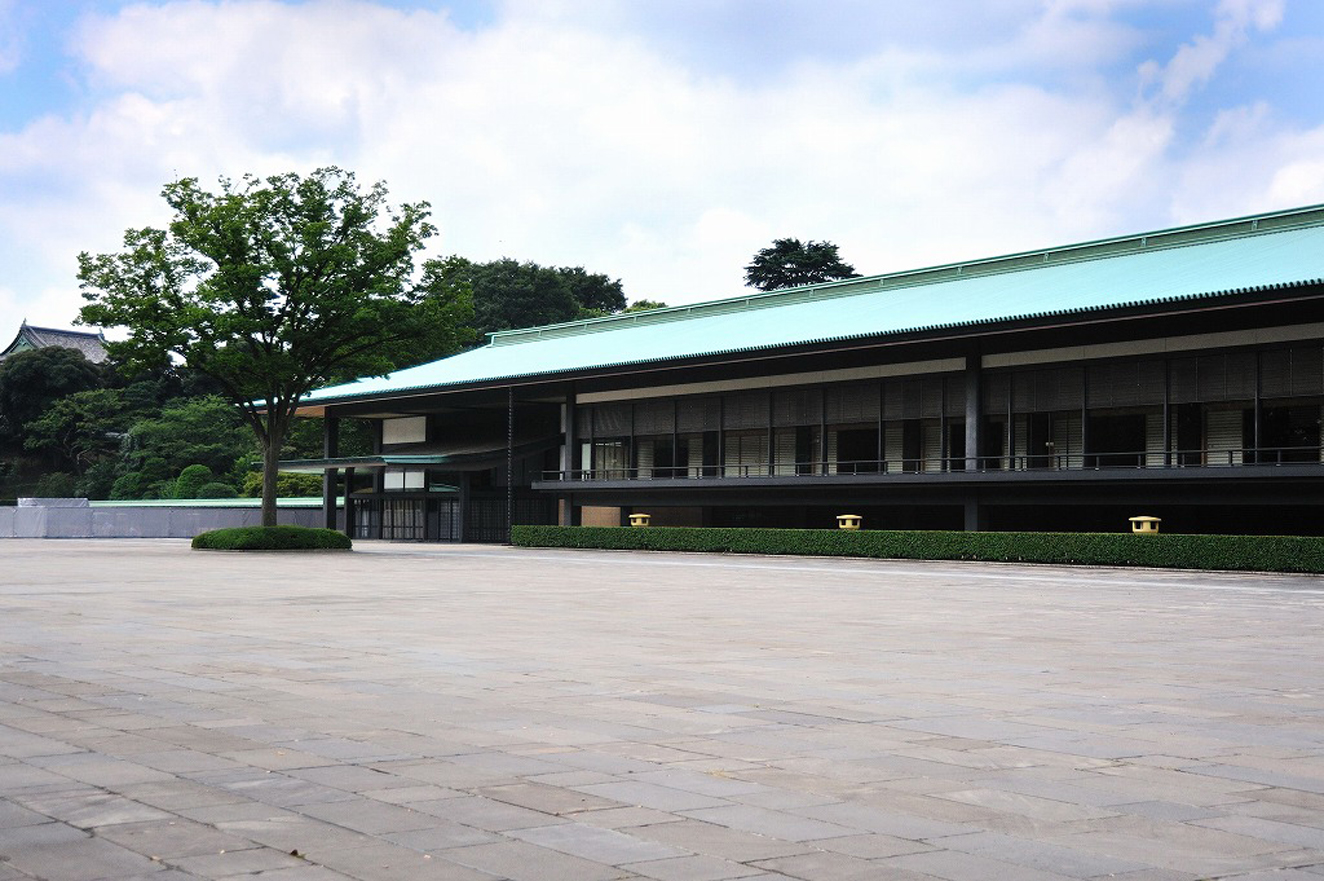
Hội trường tiếp tân Chōwaden, cấu trúc lớn nhất của cung điện

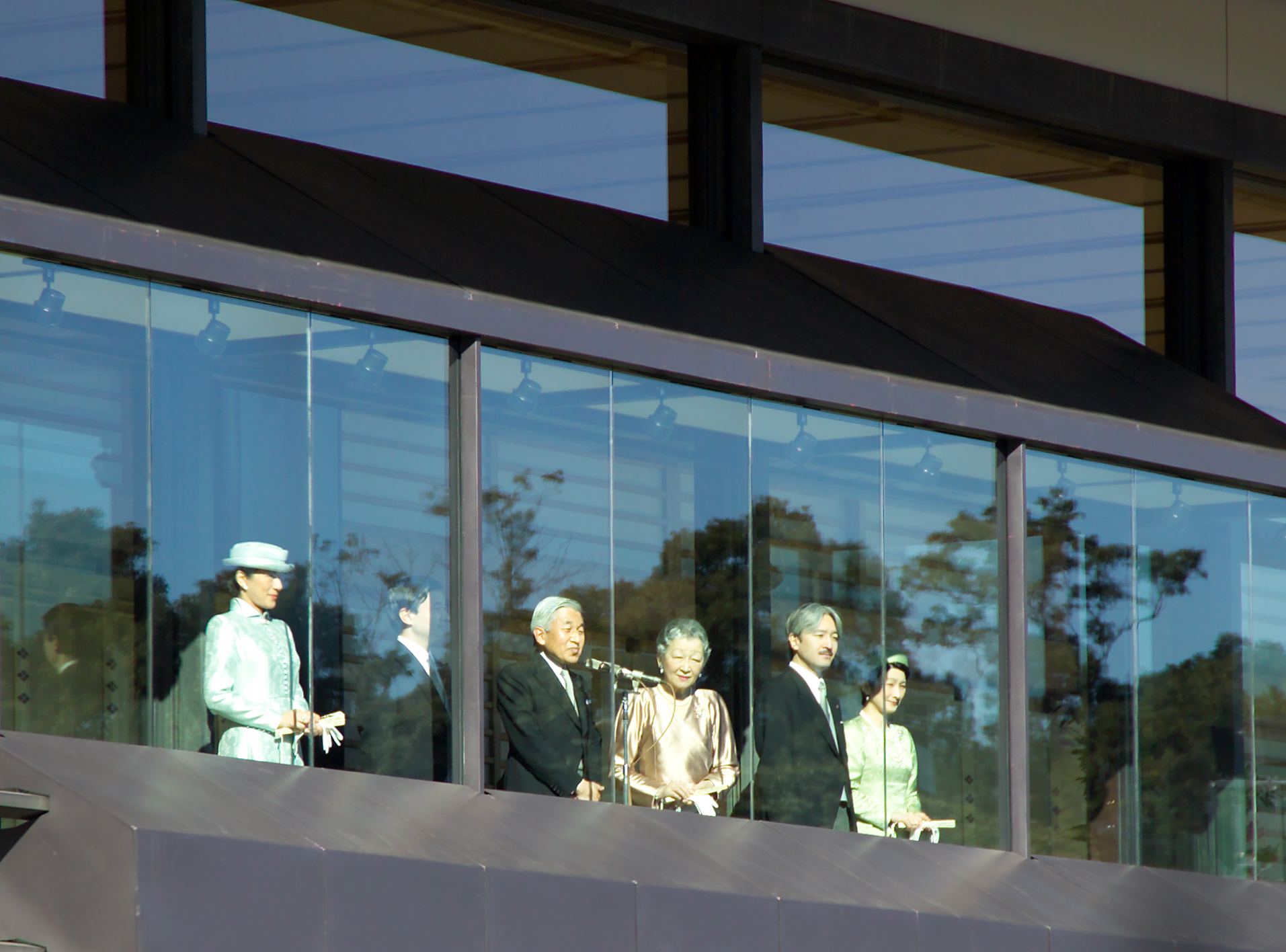
Nhật hoàng Akihito chào đón công chúng tại Hội trường tiếp tân Chōwaden vào ngày sinh nhật năm 2005

Các tòa nhà chính của cung điện, bao gồm cung điện chính Kyūden (宮殿), ngôi nhà của Tổng hành dinh Hoàng gia, đã bị hư hại nặng nề bởi trận hỏa hoạn tháng 5 năm 1945. Cung điện ngày nay bao gồm nhiều cấu trúc hiện đại được kết nối với nhau. Quần thể cung điện được hoàn thành vào năm 1968 và được xây dựng bằng các cấu trúc bê tông cốt thép có khung thép được sản xuất trong nước, với hai tầng trên mặt đất và một tầng ngầm. Các tòa nhà của Cung điện Hoàng gia được Tập đoàn Takenaka xây dựng theo phong cách hiện đại với các kiến trúc rõ ràng của Nhật Bản như mái nhà lớn, đầu hồi, cột và dầm.
Tổ hợp bao gồm sáu cánh, bao gồm:
- Hội trường nhà nước Seiden
- Phòng tiệc nhà nước Hōmeiden
- Hội trường tiếp tân Chōwaden
- Phòng ăn Rensui
- Phòng vẽ Chigusa Chidori
- Văn phòng làm việc của Nhật hoàng

Hội trường bao gồm Minami-Damari, Nami-no-Ma, nhiều hành lang, Kita-Damari, Shakkyō-no-Ma, Shunju-no-Ma, Seiden-Sugitoe (Kaede), Seiden-Sugitoe (Sakura), Take-no-Ma, Ume-no-Ma và Matsu-no-Ma. Các nghệ sĩ nổi tiếng của Nihonga như Maeda Seison được giao nhiệm vụ vẽ các tác phẩm nghệ thuật.
Kyūden được sử dụng cho cả tiếp khách quốc gia và tổ chức các nghi lễ. Matsu-no-Ma là phòng ngai vàng. Nhật hoàng tiếp Thủ tướng trong căn phòng này, cũng như bổ nhiệm hoặc bãi nhiệm các đại sứ và Bộ trưởng Nhà nước. Đây cũng là phòng mà Thủ tướng và Chánh án được bổ nhiệm vào văn phòng.

### Vườn Fukiage

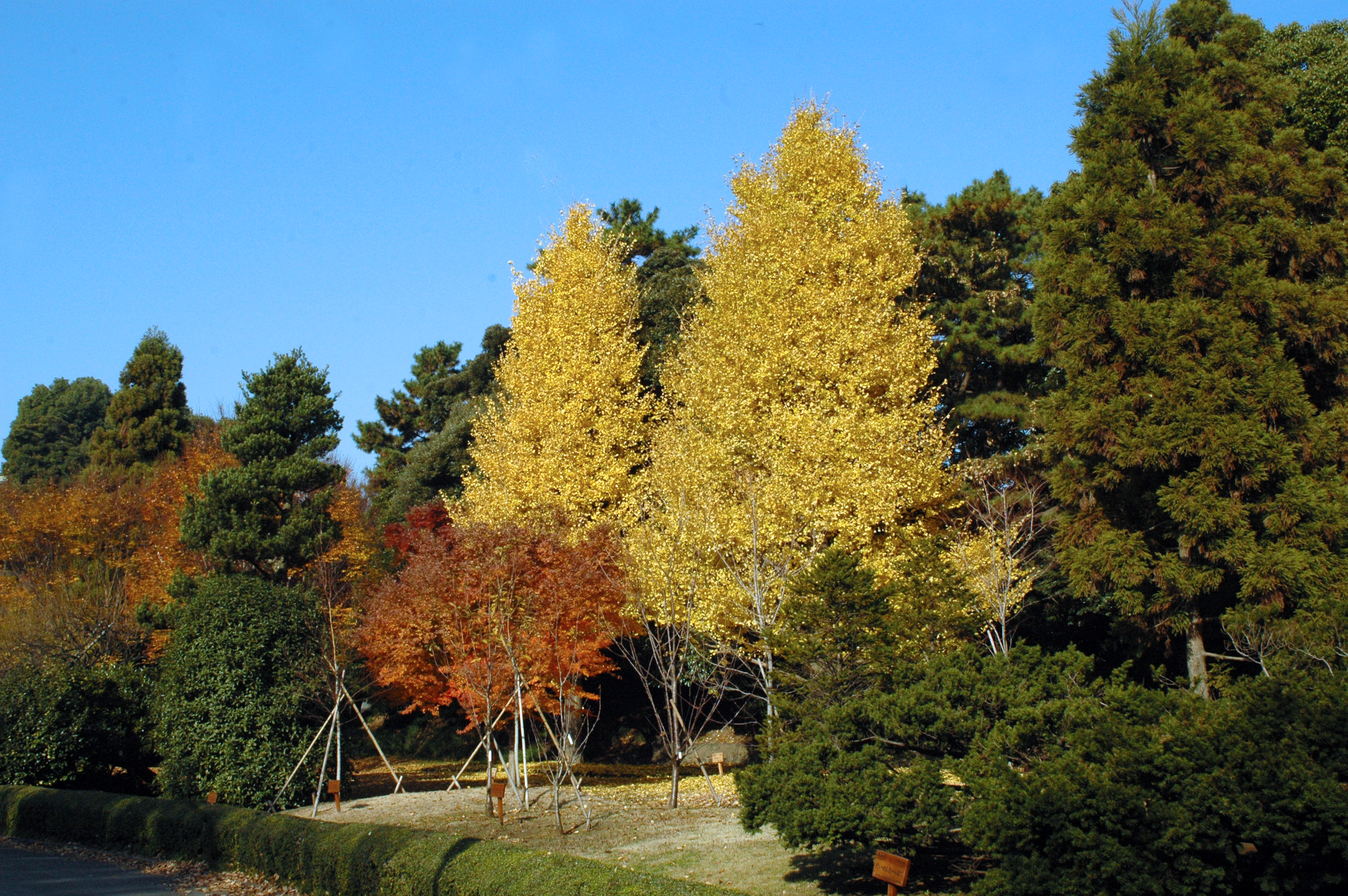
Vườn Fukiage

Vườn Fukiage đã mang tên từ thời Edo và được sử dụng làm nơi nghỉ mát cho gia đình Hoàng gia.
Cung điện Fukiage Ōmiya (吹上大宮御所 Fukiage Ōmiya-gosho) ở phần phía bắc, ban đầu là nơi ở của Hoàng đế Showa và Hoàng hậu Kōjun và được gọi là Cung điện Fukiage. Sau cái chết của Nhật hoàng năm 1989, cung điện được đổi tên thành Cung điện Fukiage Iyamiya và là nơi ở của Thái hậu cho đến khi bà qua đời năm 2000.
Các khu vực cung điện bao gồm Ba cung điện (宮中三殿 Kyūchū-sanden). Một phần Tam chủng thần khí nằm ở đây và đóng một vai trò tôn giáo trong các lễ đăng quang và đám cưới của hoàng gia.

## Vườn Đông

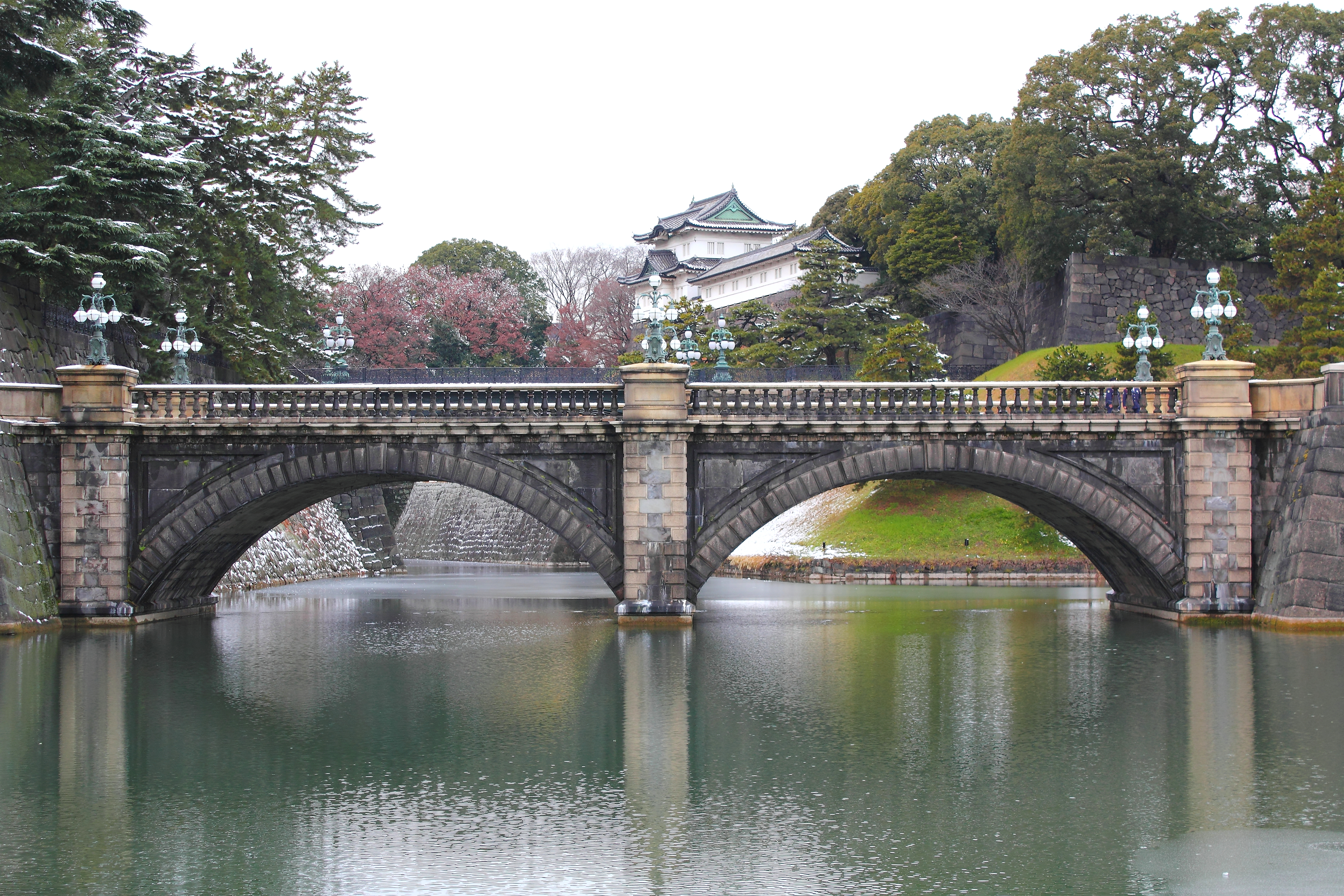
Cầu Seimon Ishibashi dẫn đến cổng chính của Hoàng cung

Khu vườn phía Đông là nơi đặt hầu hết các tòa nhà hành chính cho cung điện và bao gồm khu vực Honmaru và Ninomaru trước đây của Lâu đài Edo, tổng cộng 210.000 m². Nằm trong khuôn viên của vườn Đông là Hội trường âm nhạc Hoàng gia Tokagakudo, Phòng âm nhạc của Hội đồng nghi lễ của Hoàng gia, Cơ quan lưu trữ Hoàng gia của Cục lưu trữ và Mausolea, các khu cho các vệ sĩ như võ đường Saineikan và Bảo tàng Bộ sưu tập Hoàng gia.
Một số cấu trúc đã được thêm vào từ thời Minh Trị đã bị gỡ bỏ theo thời gian để cho phép xây dựng Khu vườn phía Đông. Năm 1932, kuretakeryō được xây dựng làm nơi ở cho các công chúa hoàng gia, tuy nhiên tòa nhà này đã bị dỡ bỏ trước khi xây dựng khu vườn hiện tại. Các tòa nhà khác như chuồng ngựa và nhà ở đã được gỡ bỏ để tạo ra vườn Đông trong cấu hình hiện tại.
Công việc xây dựng bắt đầu vào năm 1961 với một cái ao mới ở Ninomaru, cũng như việc sửa chữa và phục hồi các công trình và di tích khác nhau từ thời Edo. Vào ngày 30 tháng 5 năm 1963, khu vực này được chính phủ Nhật Bản tuyên bố là "Di tích lịch sử đặc biệt" theo Luật Bảo vệ tài sản văn hóa.

### Tōkagakudō (Hội trường Âm nhạc)
Tōkagakudō (桃華楽堂 Tōkagakudō,  Hội trường Âm nhạc Hoa đào) nằm ở phía đông của donjon chính cũ của lâu đài Edo ở Honmaru. Hội trường âm nhạc này được xây dựng để kỷ niệm sinh nhật lần thứ 60 của Hoàng hậu Kōjun vào ngày 6 tháng 3 năm 1963. Tòa nhà bê tông cốt thép có tổng diện tích 1.254 m². Hội trường có hình bát giác và mỗi tám bức tường bên ngoài của nó được trang trí bằng gạch khảm được thiết kế khác nhau. Xây dựng bắt đầu vào tháng 8 năm 1964 và hoàn thành vào tháng 2 năm 1966.

### Vườn Ninomaru
Cây tượng trưng đại diện cho mỗi quận ở Nhật Bản được trồng ở góc tây bắc của Ninomaru enceinte. Những cây như vậy đã được tặng từ mỗi tỉnh và có tổng số 260, bao gồm 30 giống.

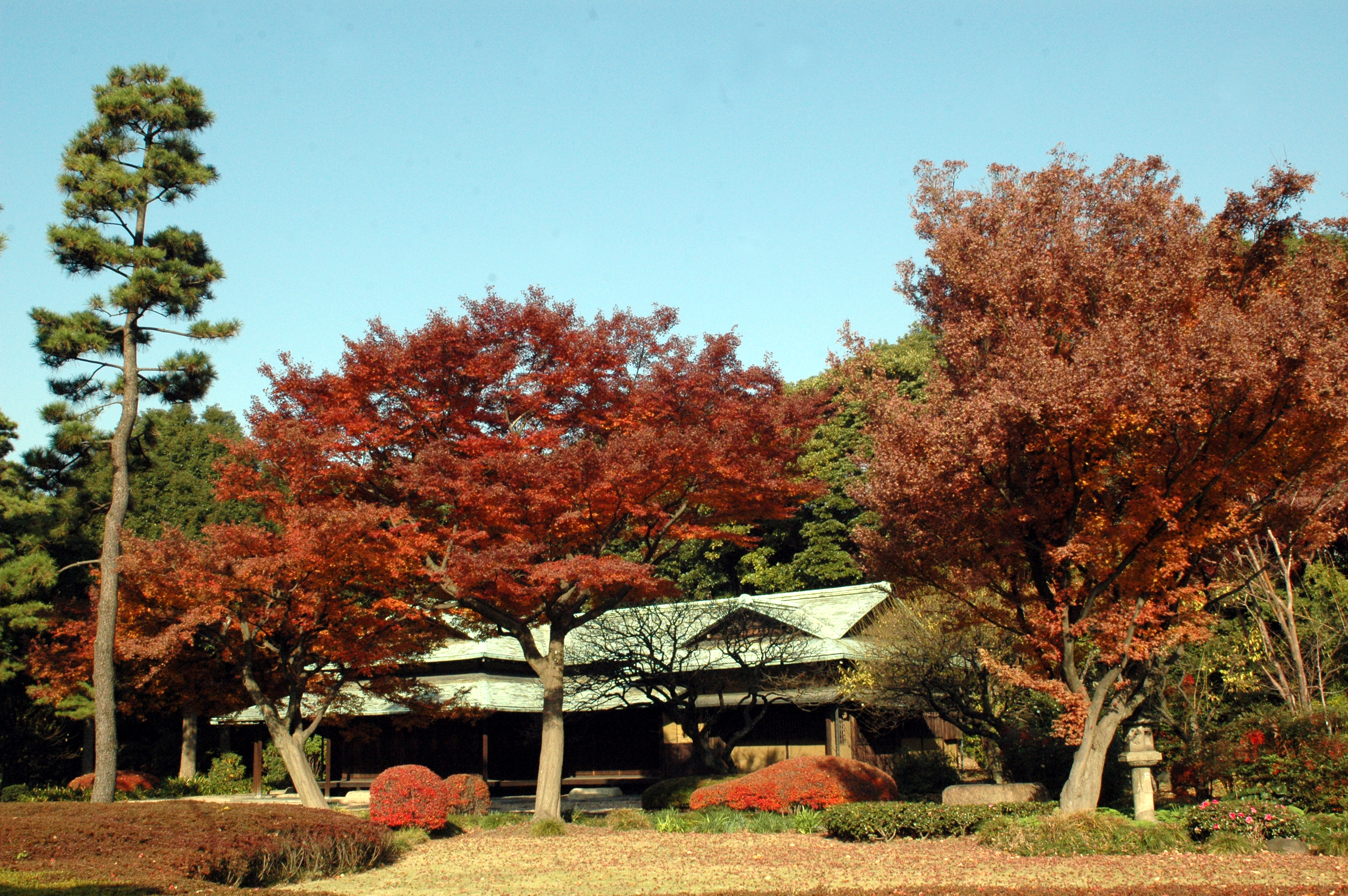
Trà quán Suwano-chaya

### Suwa no Chaya
Suwa no Chaya (諏訪の茶屋 Suwa no Chaya) là một trà quán được đặt trong vườn Fukiage trong thời Edo. Nó chuyển đến Cung điện Akasaka sau khi Minh Trị phục hồi, nhưng được xây dựng lại ở vị trí ban đầu vào năm 1912.
Nó đã được chuyển đến vị trí hiện tại của nó trong quá trình xây dựng vườn Đông.

## Kitanomaru
Công viên Kitanomaru nằm ở phía bắc và là hào phía bắc cũ của lâu đài Edo. Đây là một công viên công cộng và là địa điểm của Hội trường Nippon Budokan.
Khu vườn này có một tượng đài bằng đồng Công chúa Kitashirakawa Yoshihisa (北白川宮能久親王 Kitashirakawa-no-miya Yoshihisa-shinnō).

## Kōkyo-gaien
Về phía đông nam là những khu vườn rộng lớn bên ngoài Hoàng cung, cũng là một công viên công cộng và chứa một tượng đài bằng đồng thờ Kusunoki Masashige (楠木正成).

## Hình ảnh

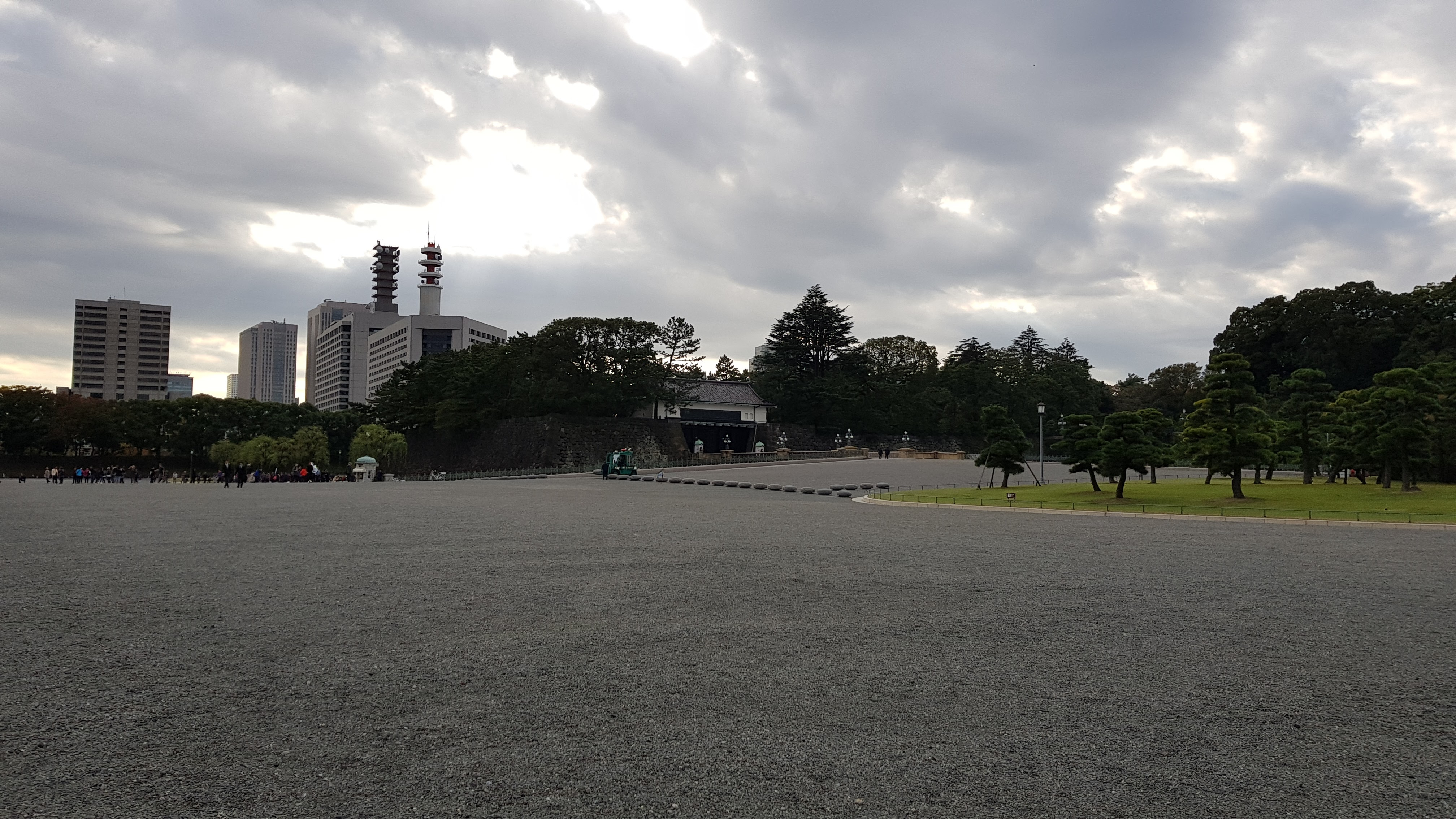
Cổng chính Hoàng cung
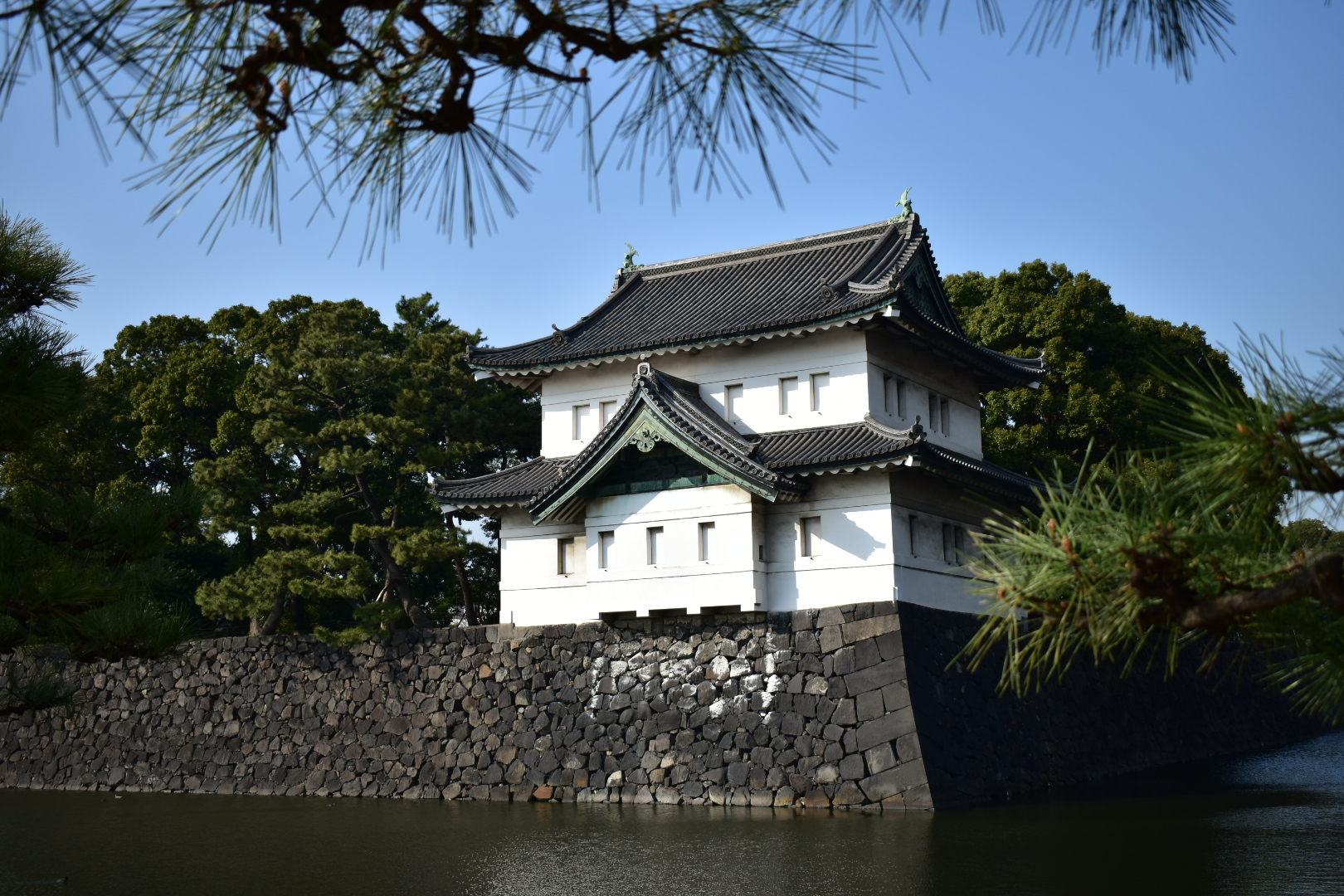
Hoàng cung và tháp bảo vệ
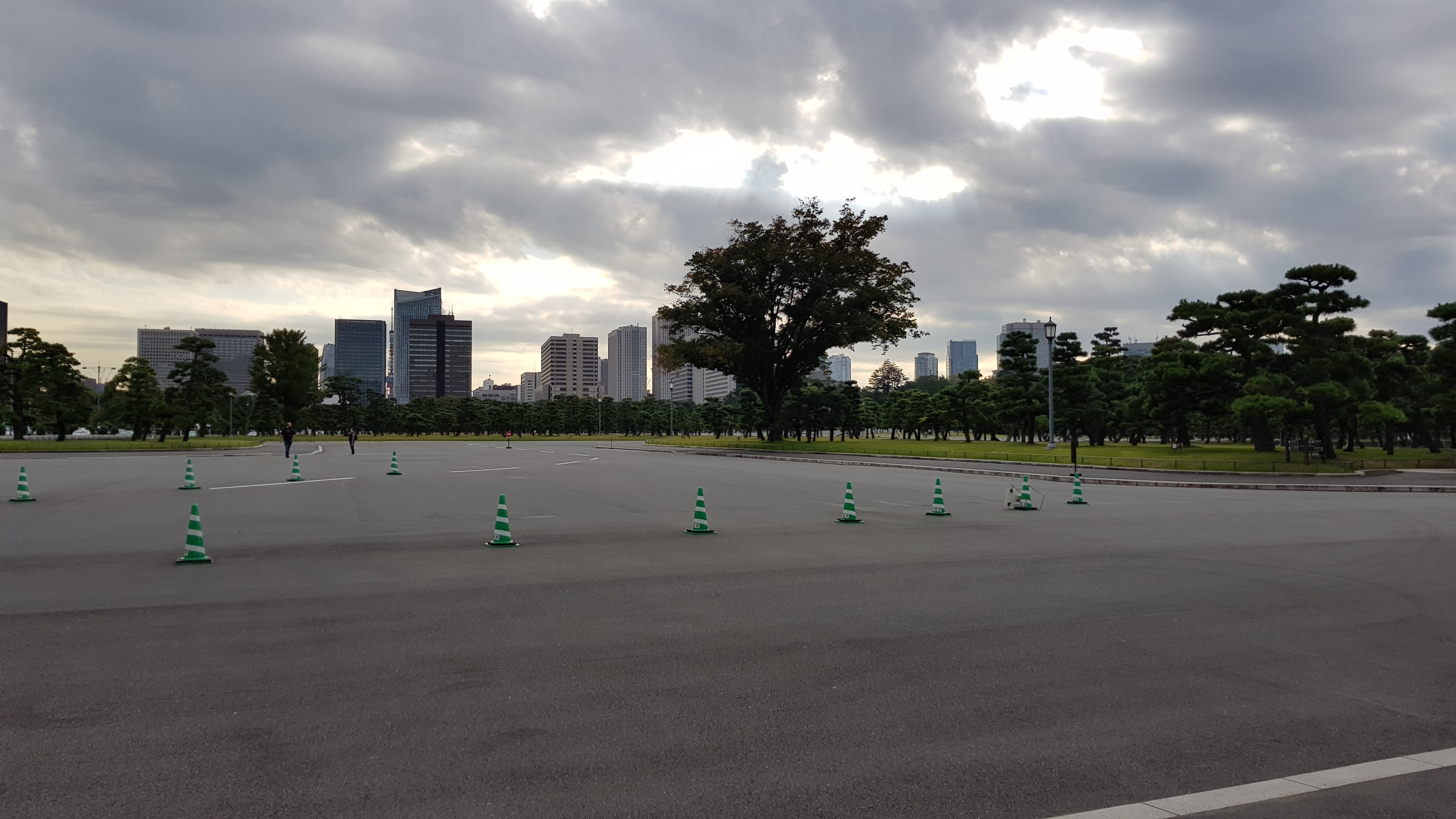
Lối vào phía trước Hoàng cung với các tòa nhà văn phòng ở phía sau
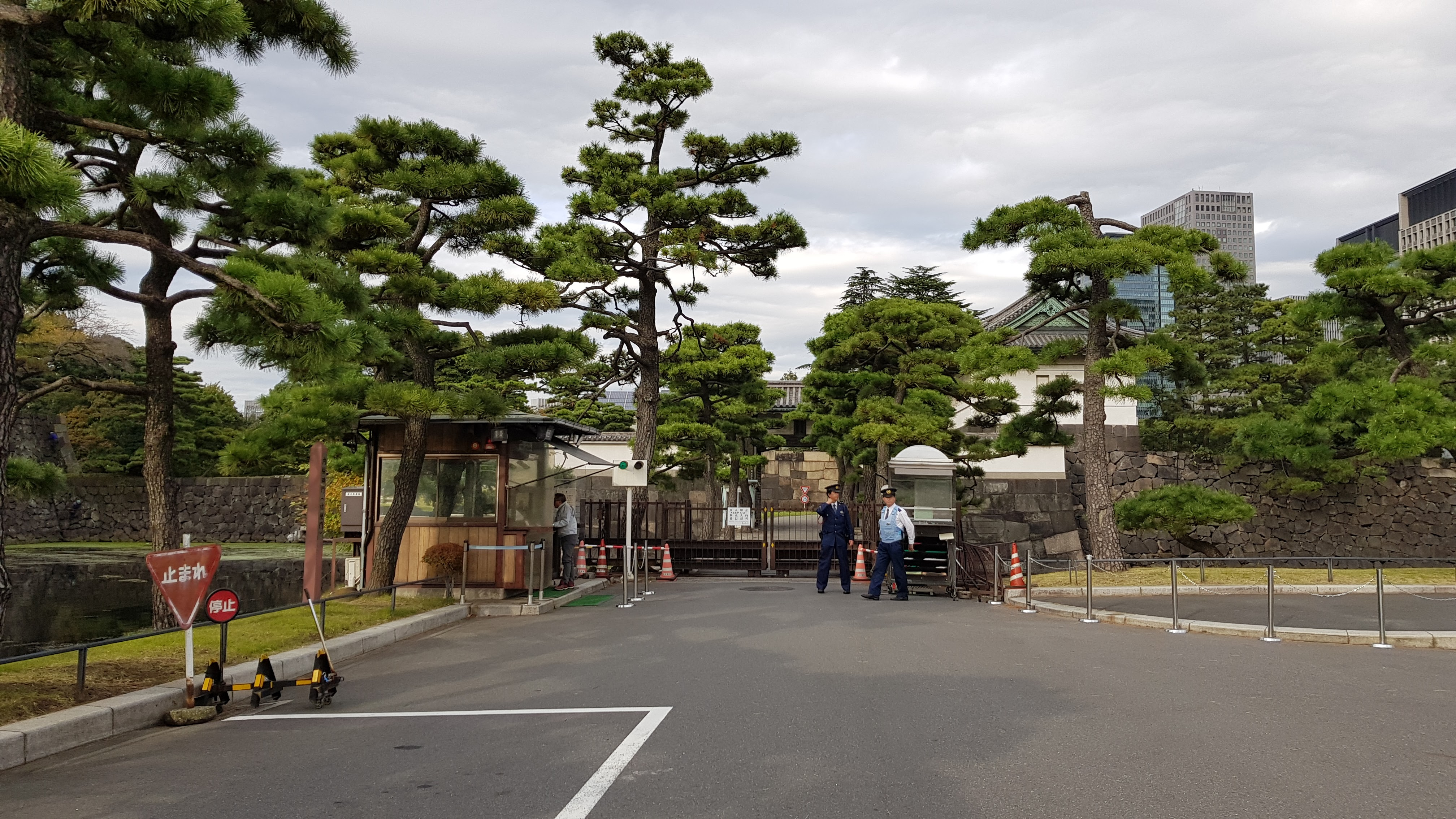
Một trong những lối vào các tòa nhà của nhân viên
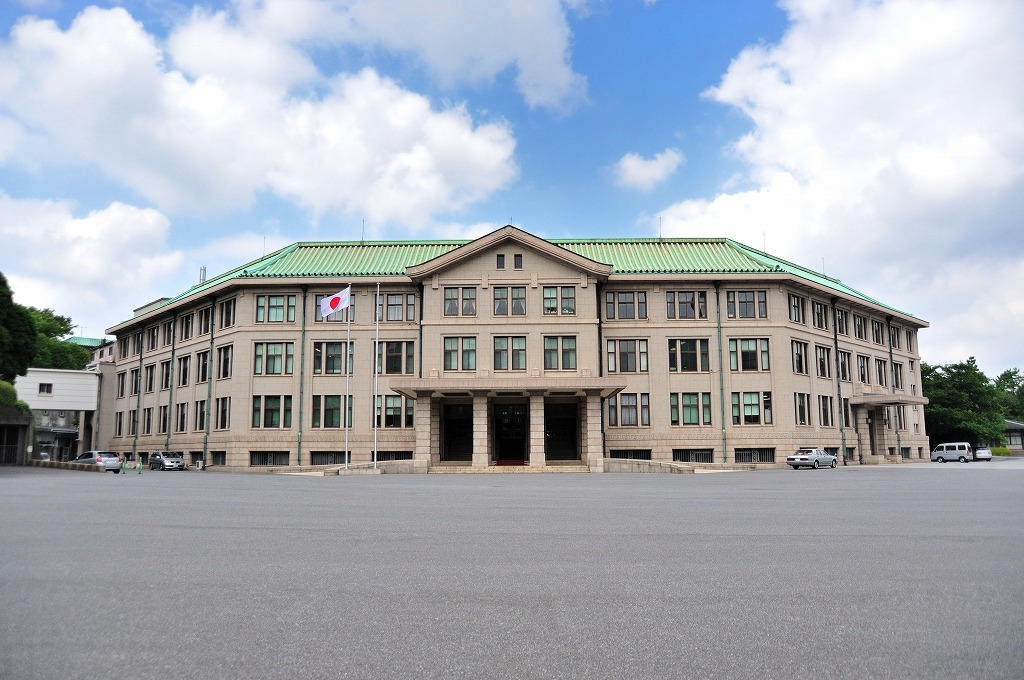
Tòa nhà Cơ quan nội chính Hoàng gia trong khuôn viên Hoàng cung
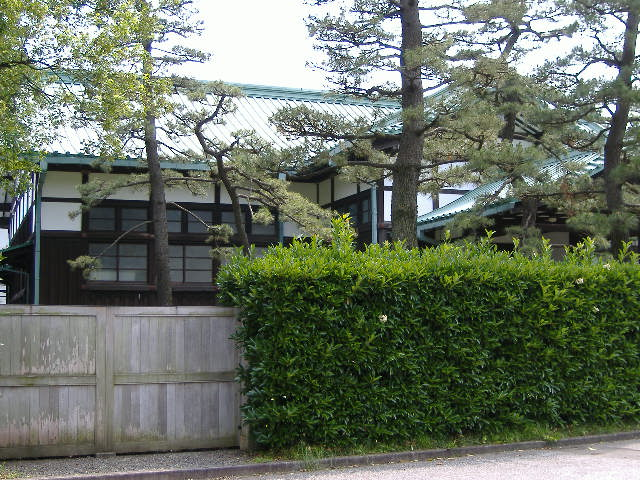
Saineikan dōjō cho lính canh
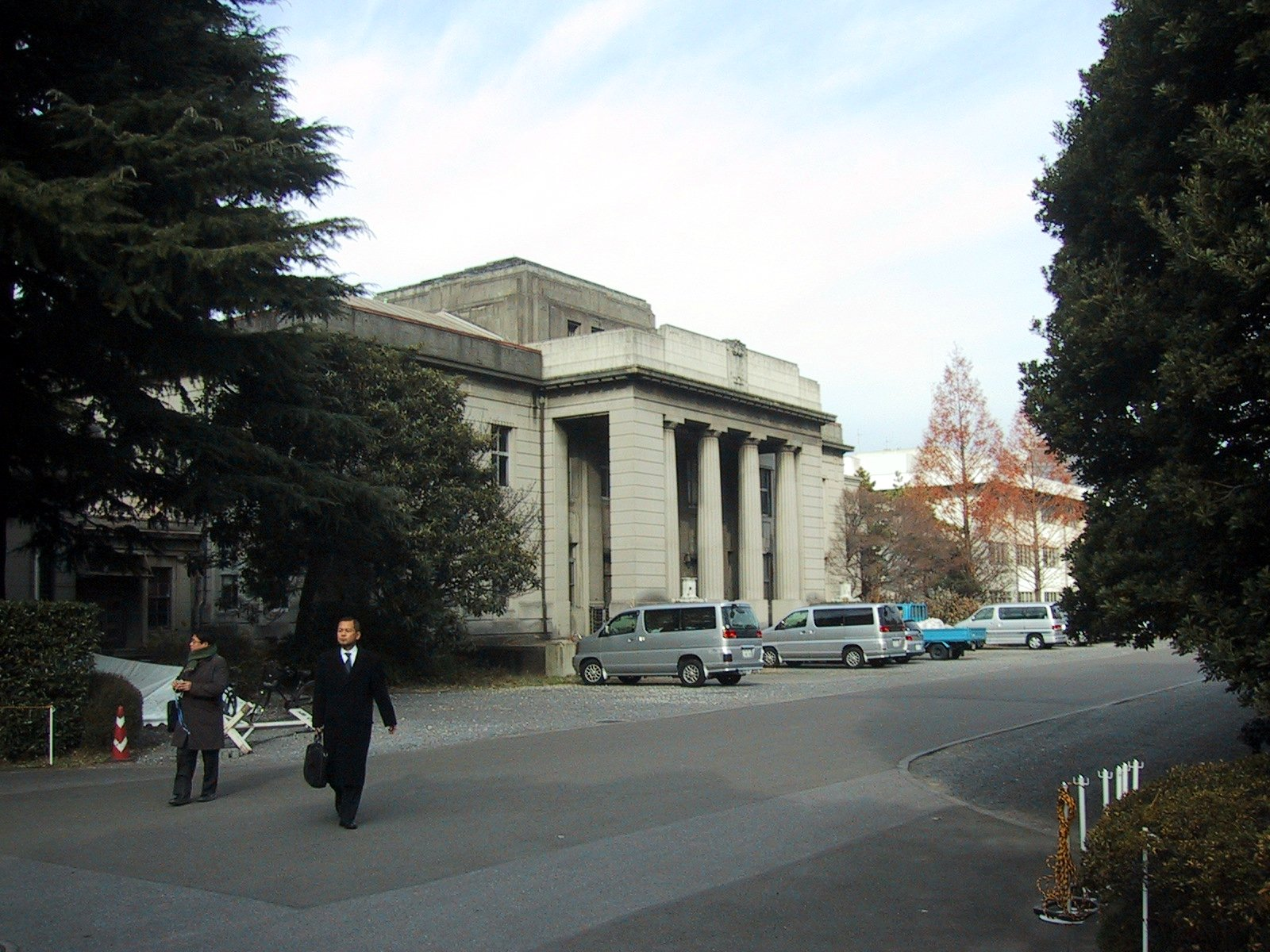
Tòa nhà của Hội đồng Cơ mật trước đây ở khu vực vườn Đông, một trong số ít các tòa nhà từ thời Showa trước chiến tranh
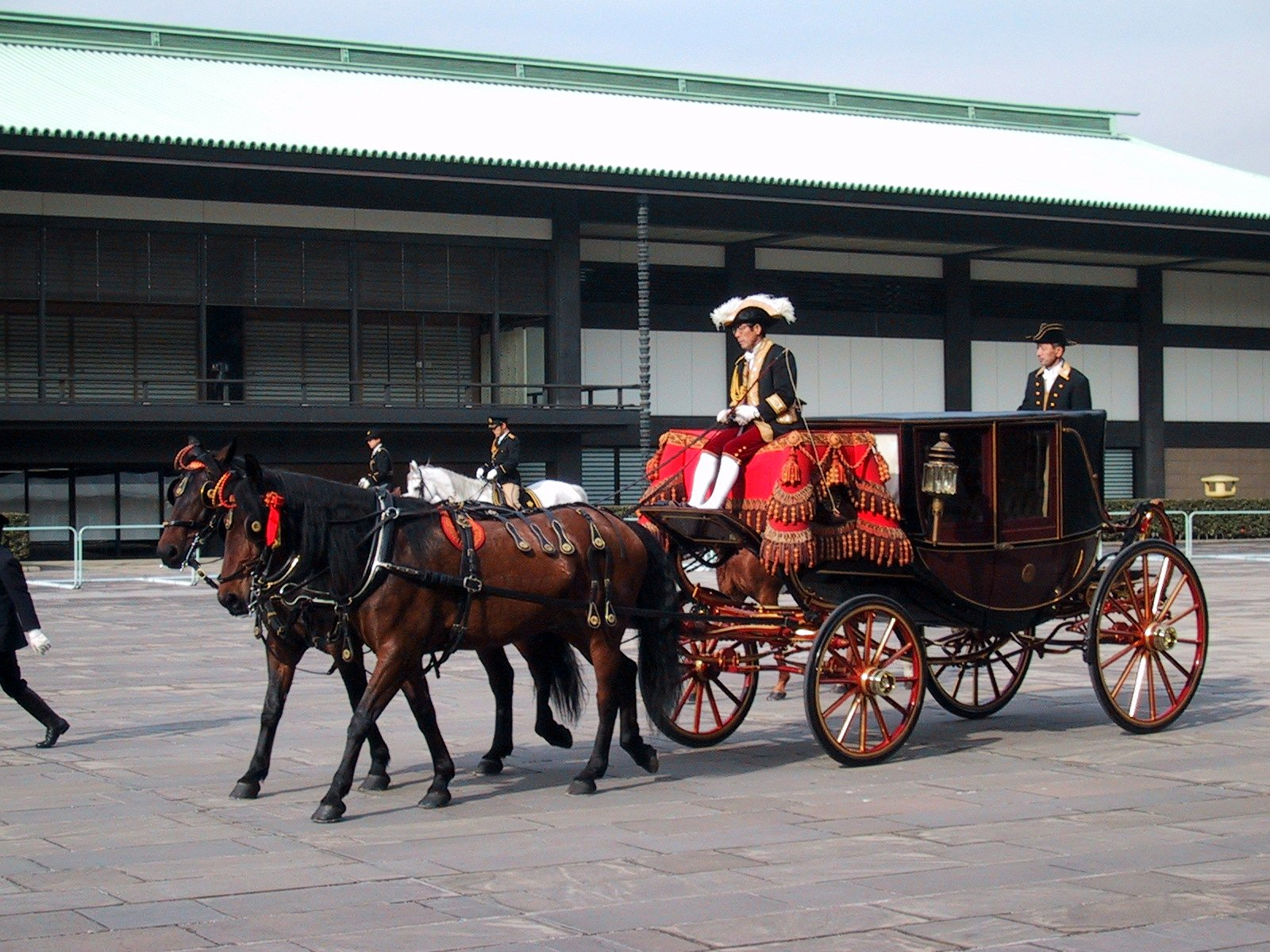
Đó là đặc quyền của mỗi đại sứ mới đến cung điện để trao giấy chứng nhận của mình cho Nhật hoàng mà họ được đón từ ga Tokyo trong một chiếc xe limousine hoặc xe ngựa. Mặc dù xe ngựa không thoải mái như xe limousine hiện đại, hầu hết đều chọn xe ngựa.[cần dẫn nguồn]
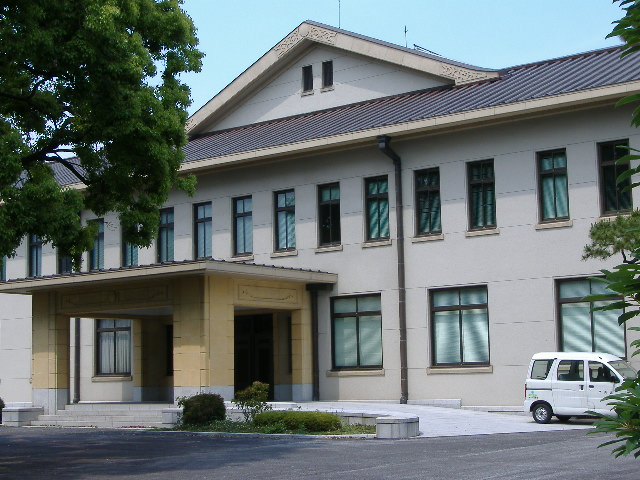
Ban âm nhạc của Ban nghi lễ
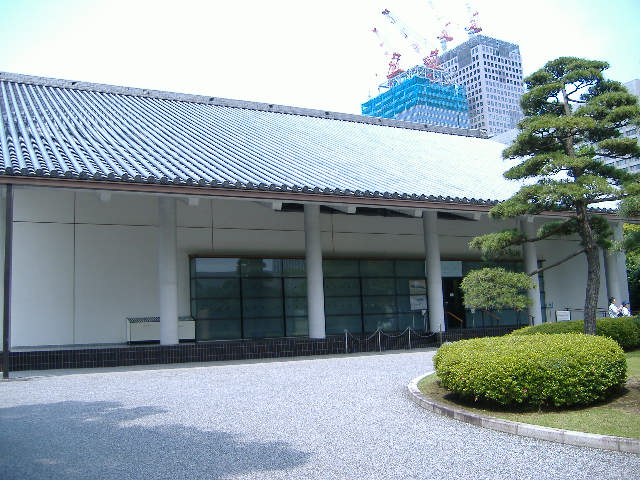
Bảo tàng Bộ sưu tập Hoàng gia
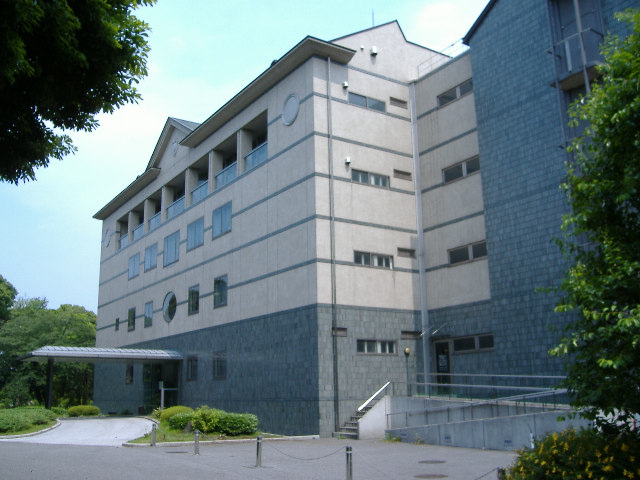
Cục Lưu trữ và Mausolea
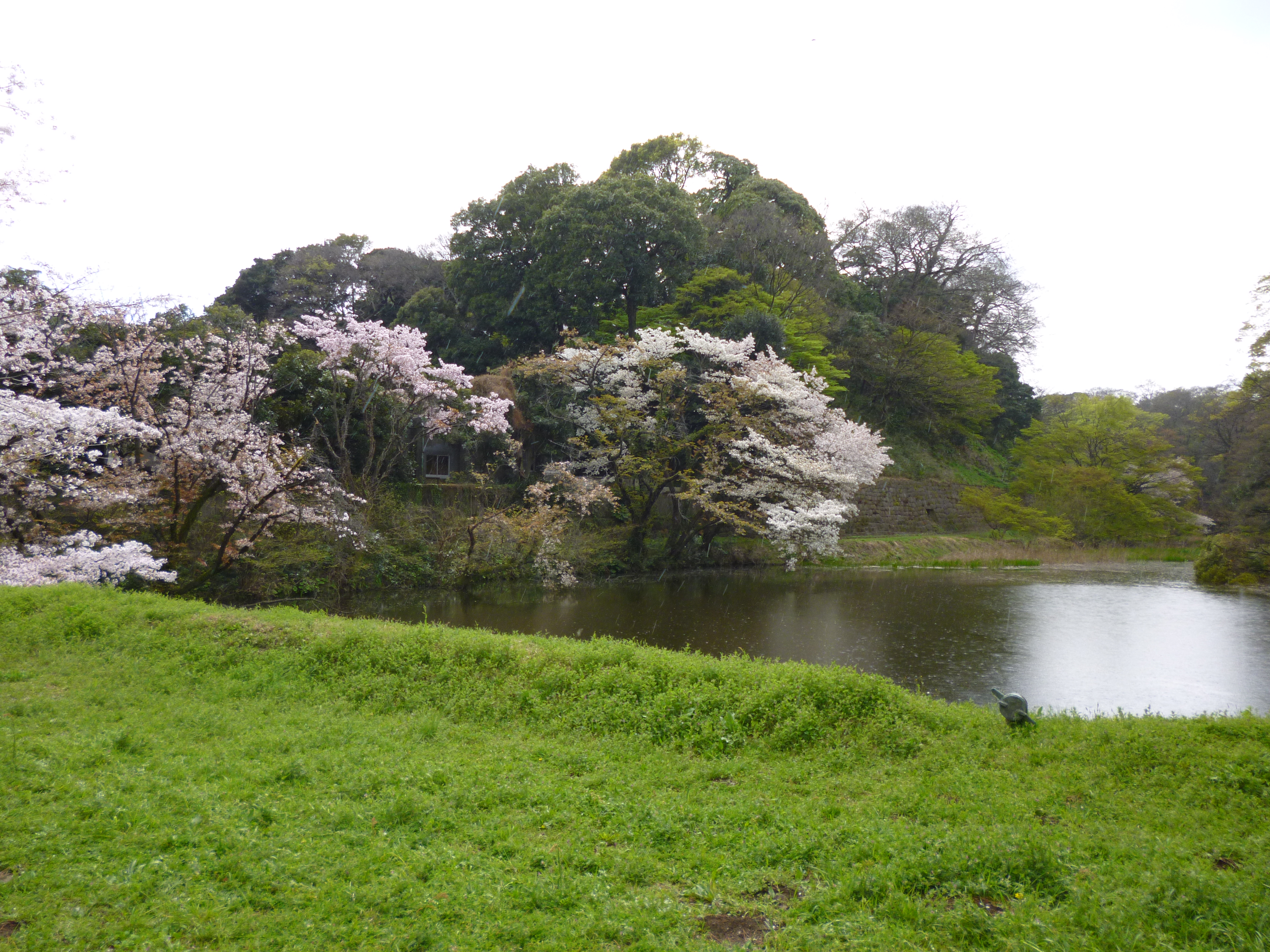
Con hào của Hoàng cung vào mùa xuân
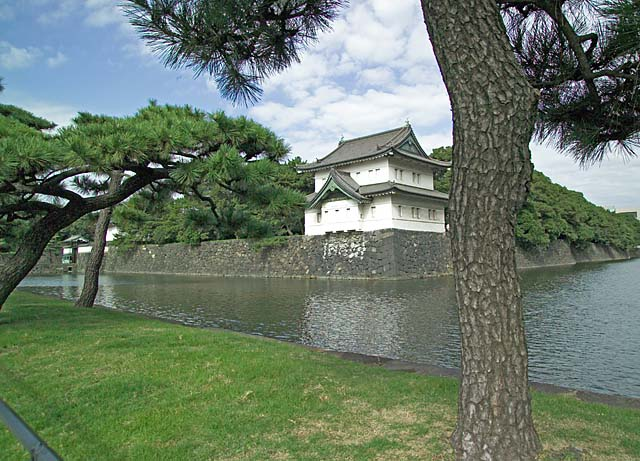
Quang cảnh tháp canh và cổng Đông của Hoàng cung
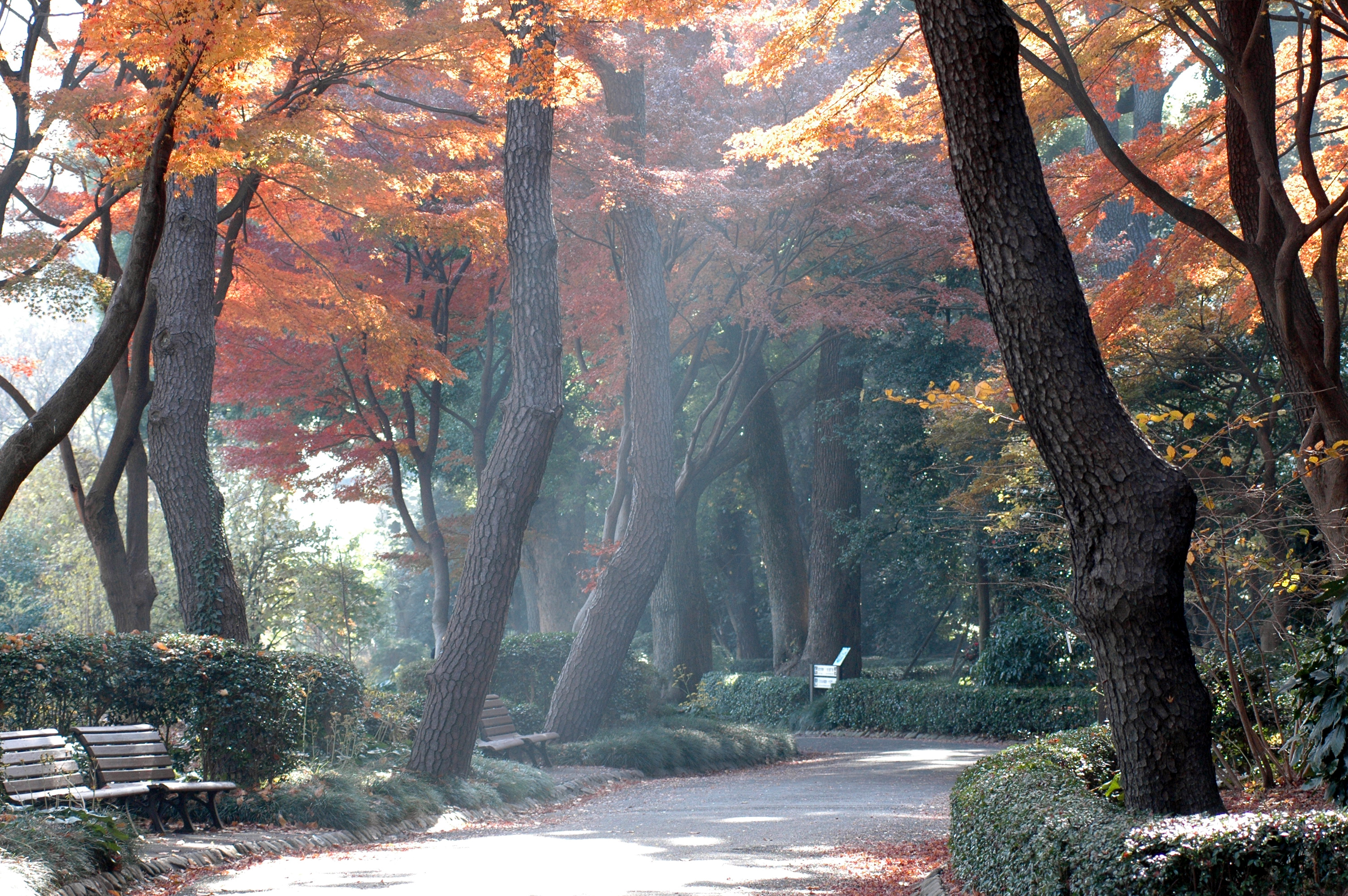
Lối đi công cộng, vườn Đông Edo
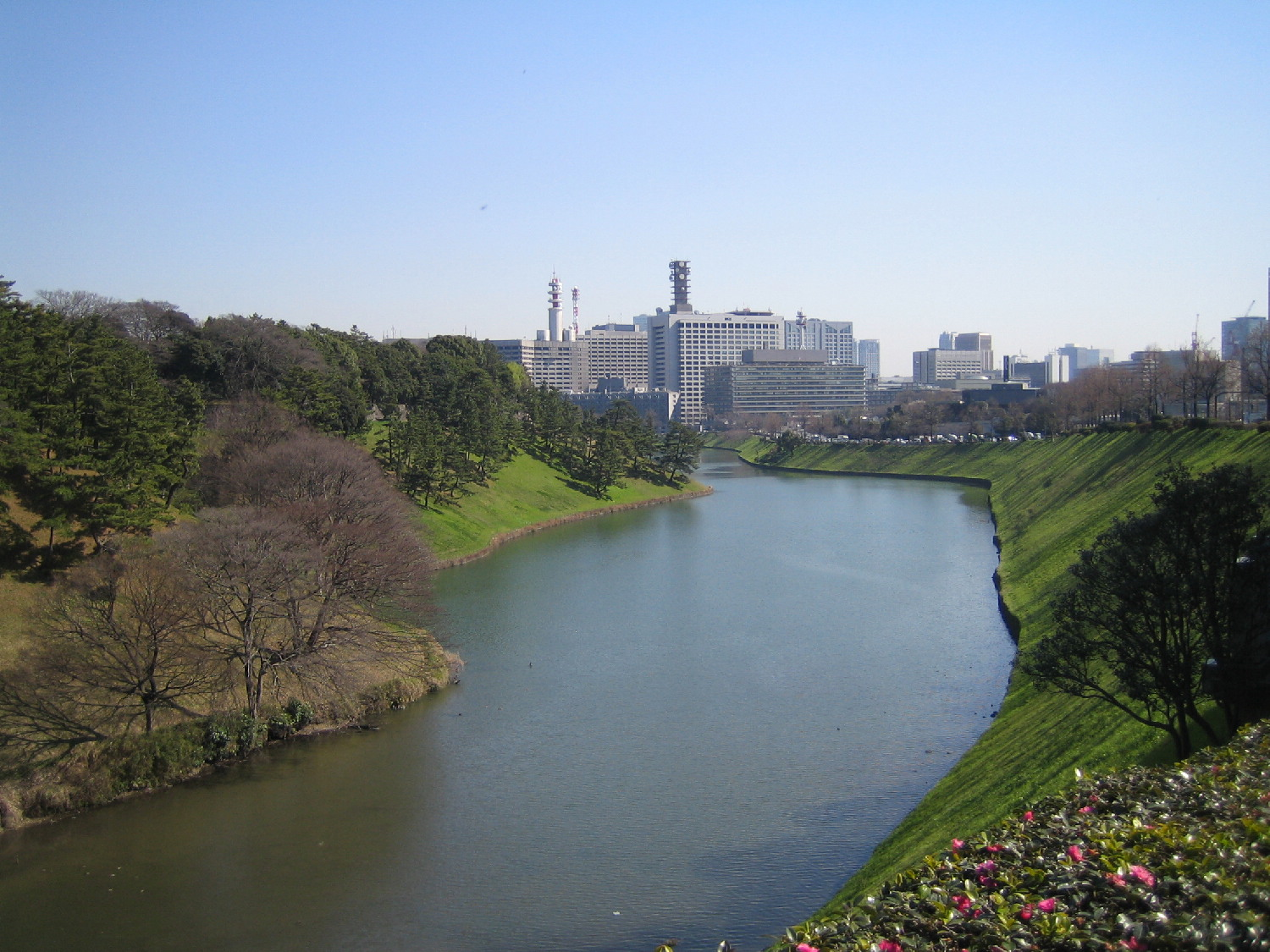
Hào của Hoàng cung
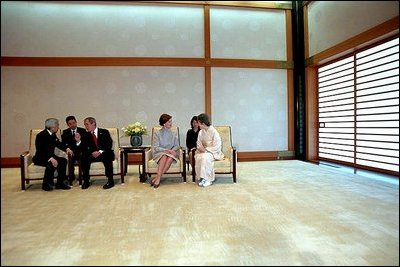
Cuộc gặp giữa Akihito và Tổng thống Hoa Kỳ George W. Bush
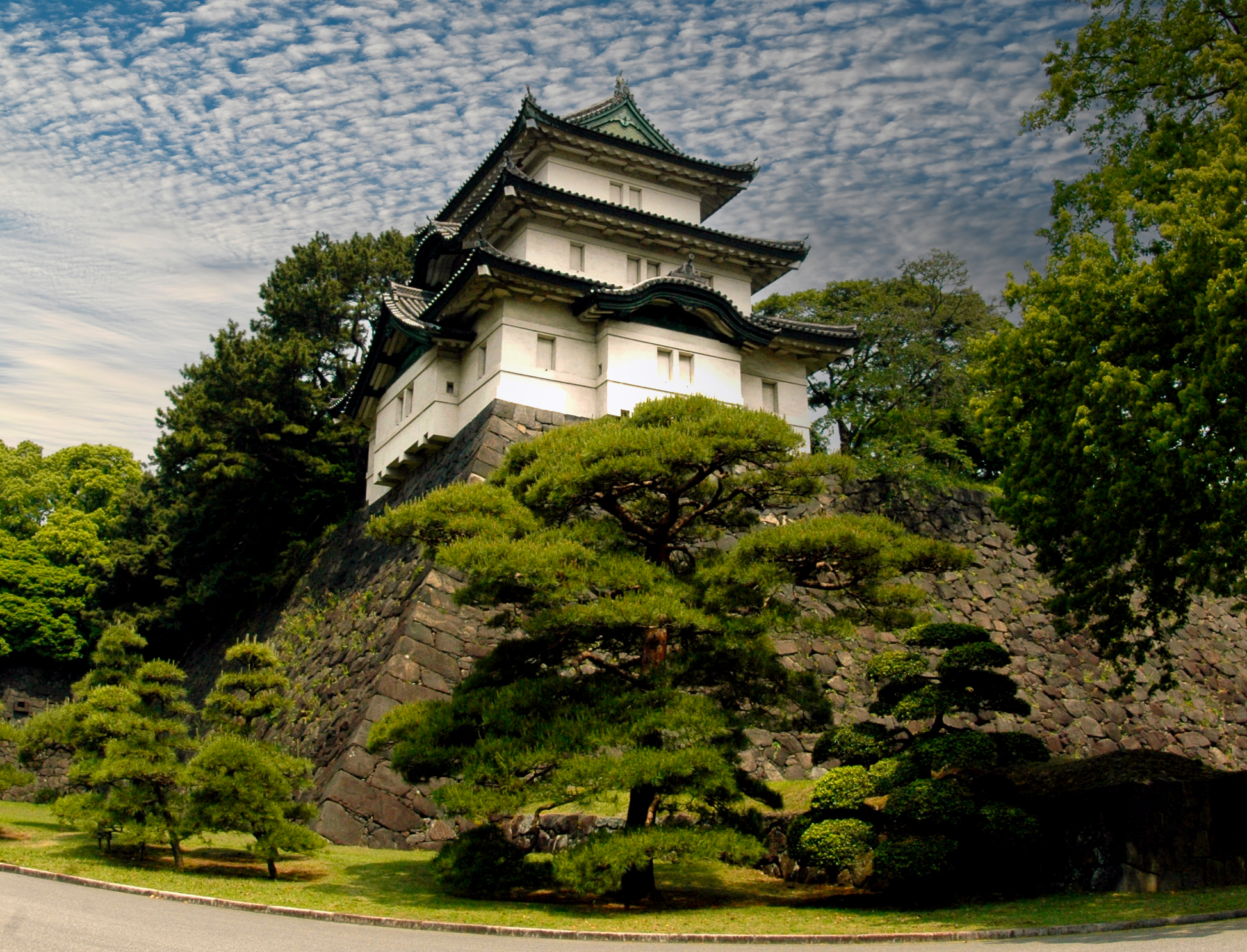
Fujimi-yagura, tòa nhà bảo vệ trong khuôn viên bên trong Cung điện Hoàng gia
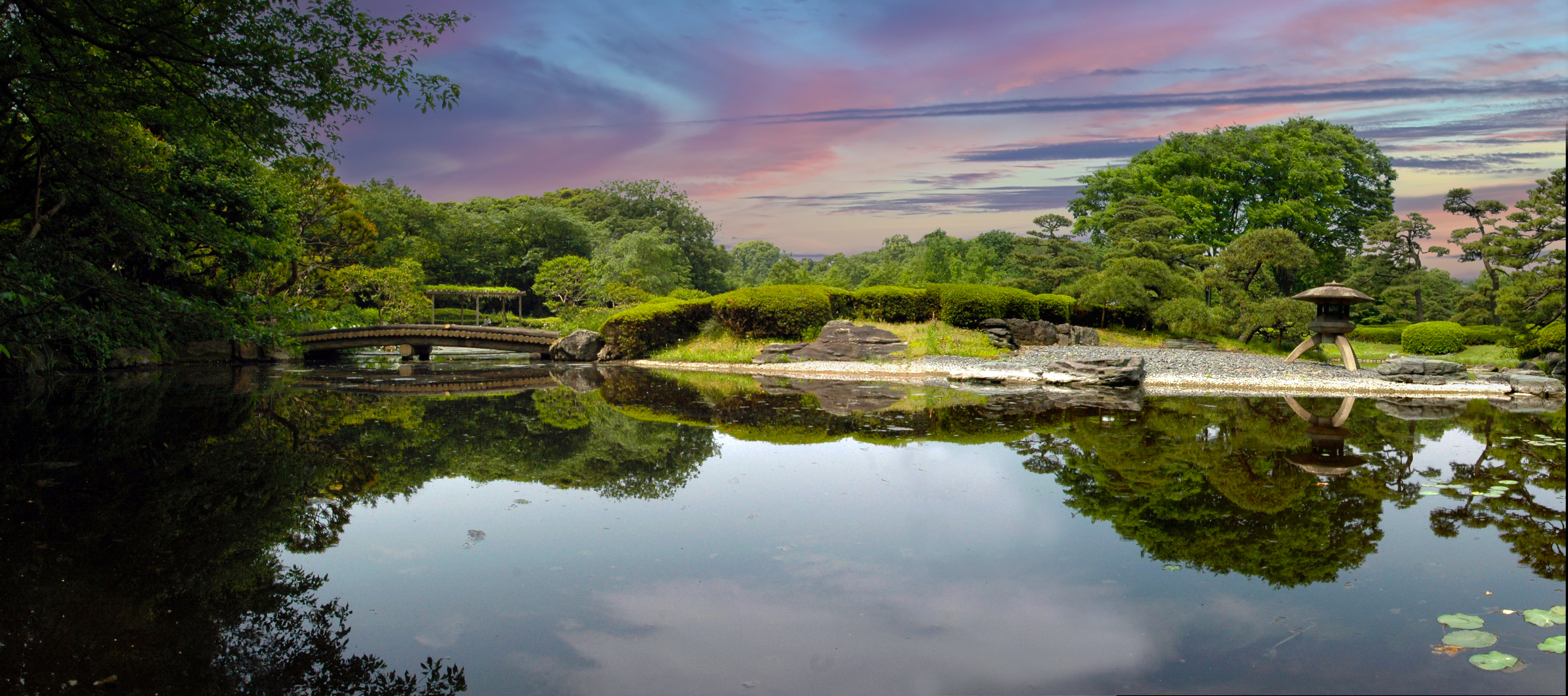
Ao trong vườn phía đông tại Hoàng cung
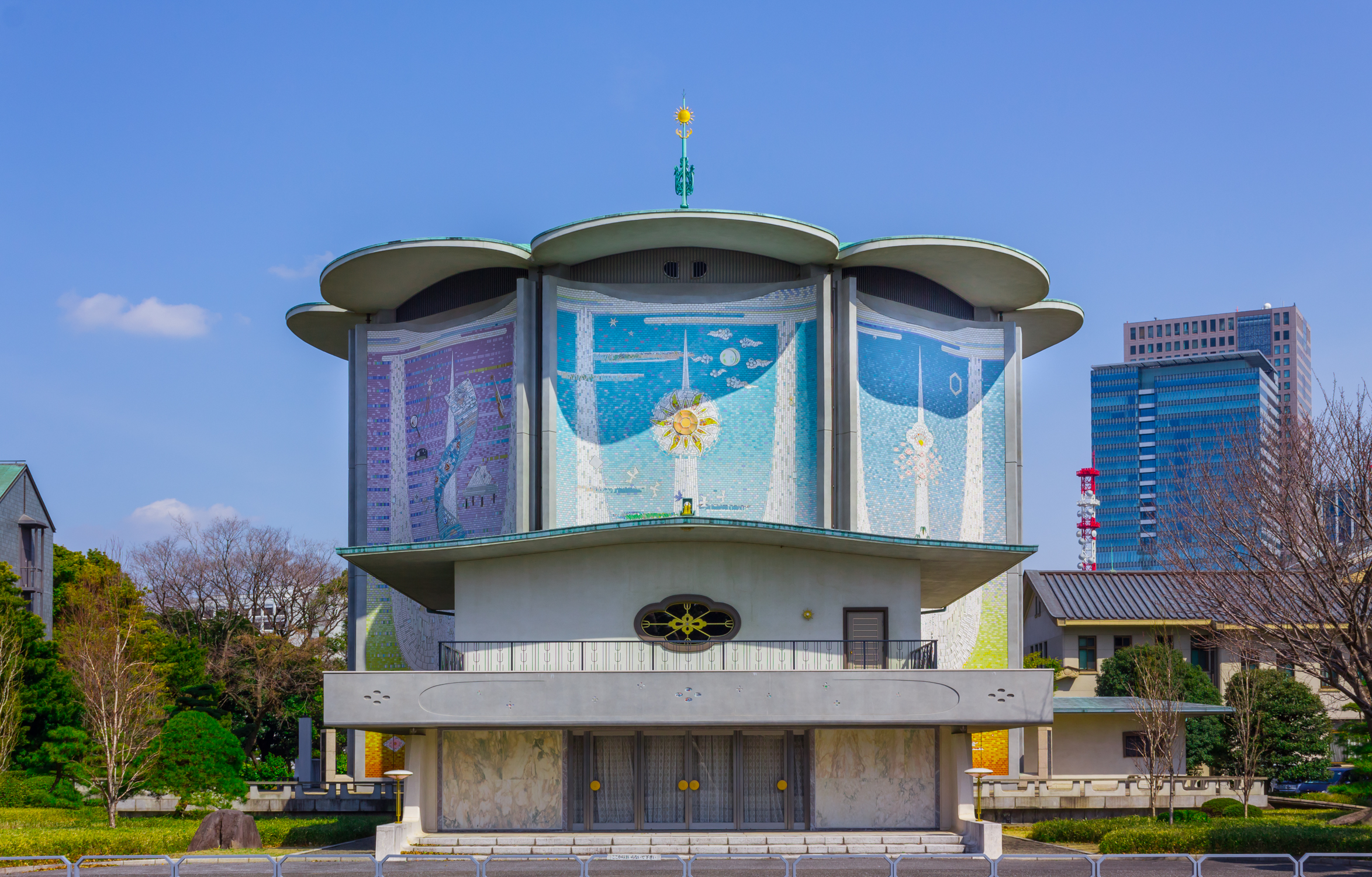
Tōkagakudō (Hội trường Âm nhạc)
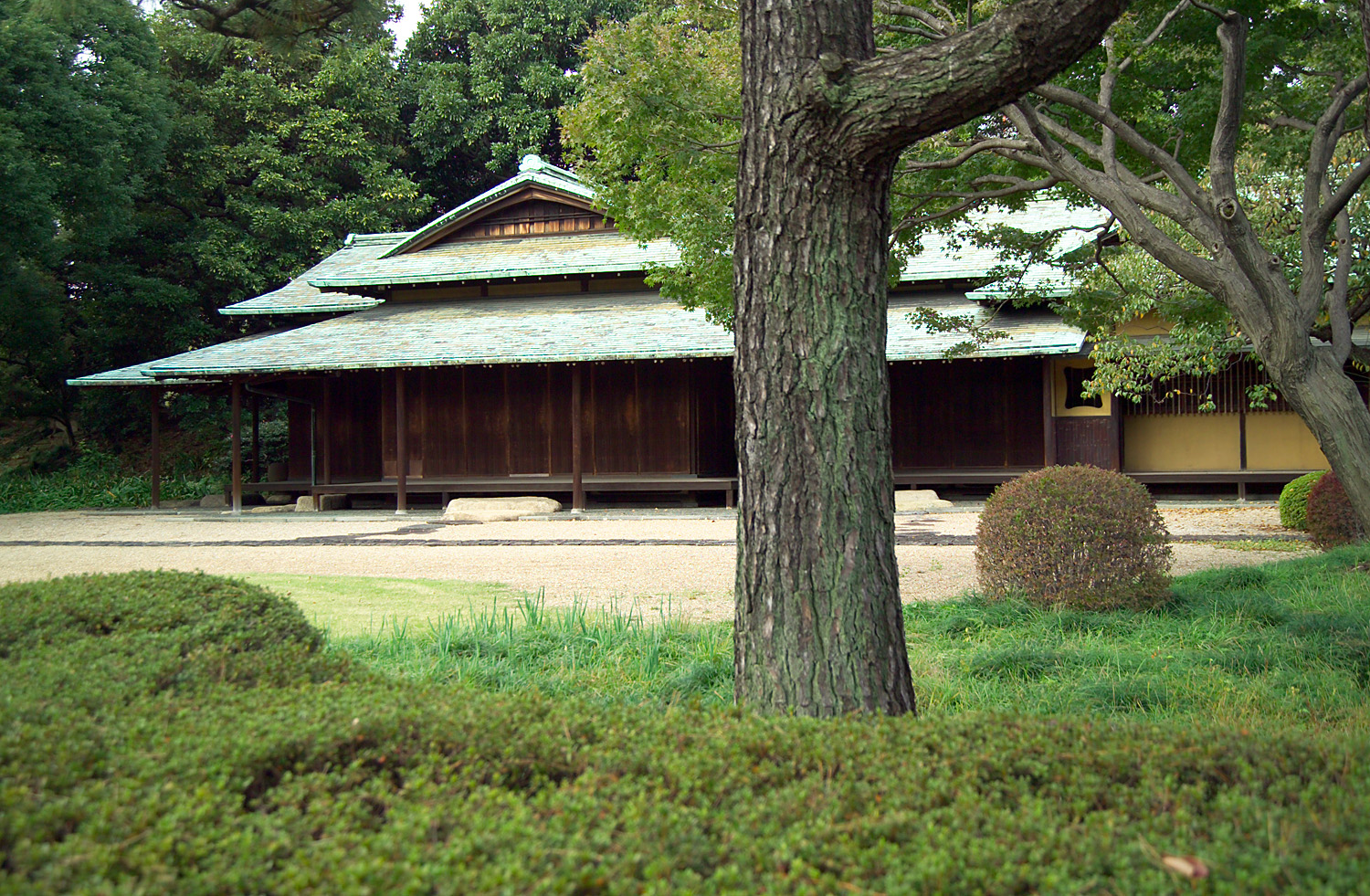
Trà quán Suwa no chaya trong vườn Ninomaru
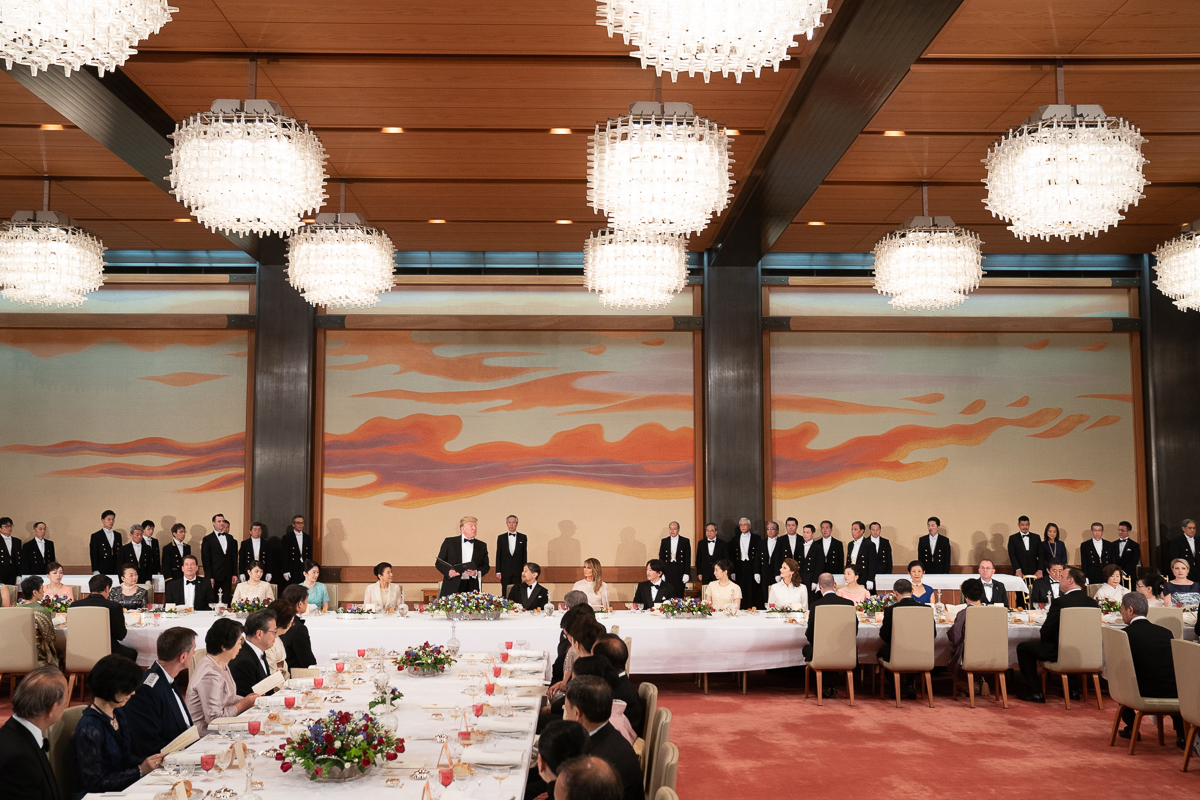
Tiệc tối
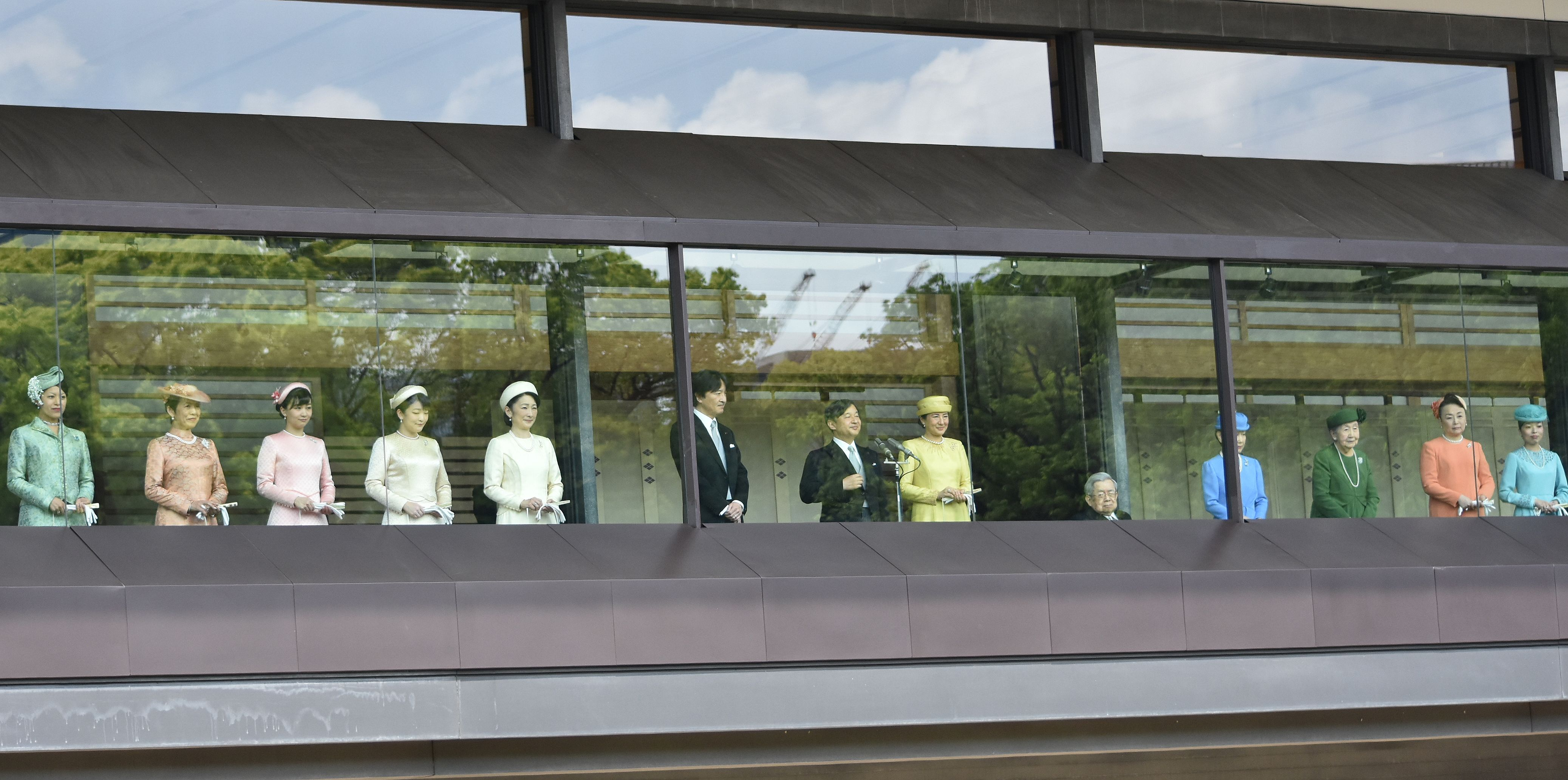